# Gengis Khan
Cette page contient des caractères spéciaux ou non latins. S’ils s’affichent mal (▯, ?, etc.), consultez la page d’aide Unicode.
Pour les articles homonymes, voir Gengis Khan (homonymie) et Khan (homonymie).
Temüjin Borjigin, dit Gengis Khan, né vers 1155 ou 1162 dans le Khamag Mongol, l'actuelle province de Khentii en Mongolie, et mort  en août 1227 dans l'actuel xian de Qingshui (Chine), est le fondateur de l'Empire mongol.
Temüjin est l'aîné des enfants de Yesugei, un chef mongol du clan Borjigin, et de sa femme Hö'elün. À l'âge de huit ans, son père meurt et sa famille est abandonnée par sa tribu. Après une jeunesse réduite à la pauvreté, il s'associe à deux puissants chefs des steppes, Djamuqa et Toghril, qui l'aident à enlever, pour l'épouser, sa future femme Börte. En 1187, un conflit éclate avec Djamuqa et Gengis Khan est défait. Il pourrait avoir été sujet de la dynastie Jin avant de revenir sur la scène politique mongole en 1196. En 1203, il affronte ses deux anciens alliés. Après avoir vaincu les Naïmans, il soumet Toghril et exécute Djamuqa, devenant le dernier khan de la steppe mongole.
En 1206, lors d'un qurultay (assemblée exécutive formée de notables et de militaires), Temüjin prend le titre de Gengis Khan. Il mène alors des réformes destinées à assurer la stabilité à long terme. Il transforme la structure tribale des Mongols en une méritocratie intégrée, dédiée au service de la famille régnante. Après avoir déjoué une tentative de coup d'État d'un puissant chaman, Gengis Khan cherche à consolider son pouvoir. En 1209, il entreprend d'envahir la Chine, en menant la conquête des Xia occidentaux, qui acceptent de se soumettre l'année suivante. Il lance ensuite une campagne contre la dynastie Jin qui se termine en 1215 avec la prise de Zhongdu (Pékin). Son général Djebé annexe les Kara-Khitans en 1218. En 1219, il soumet l'Empire khwarazien par une invasion qui dévaste les grandes villes de Transoxiane et du Grand Khorasan, tandis que ses généraux Djebé et Subötai atteignent la Géorgie et la Rus' de Kiev. Gengis Khan meurt en 1227, tandis qu'il combat les Xia occidentaux rebelles.
Son fils Tolui assure la régence durant un interrègne de deux ans, jusqu'à ce que le troisième fils de Gengis Khan, Ögedei, accède au trône en 1229. 
À la fin de son règne, Gengis Khan contrôle une grande partie de l'Asie, avec, outre la Mongolie, la Chine du nord et la Sogdiane. Après sa mort, l'empire sera considérablement agrandi par ses successeurs. Il formera à son apogée l'un des plus vastes empires de l'histoire, estimé à environ 23,5 millions de km2  sous le règne de son petit-fils Kubilaï Khan en 1272. Celui-ci devient le premier empereur de la dynastie Yuan en Chine. 
Gengis Khan est une figure controversée. Les Mongols le considèrent comme le père de leur nation et une figure légendaire, auréolée de respect et déifiée à titre posthume. Mais son armée est également responsable de millions de victimes et de destructions dans de nombreuses régions d'Asie, de Russie et du monde arabe, où il est perçu comme un conquérant impitoyable et sanguinaire. Ses conquêtes ont aussi pour conséquence de faciliter des échanges commerciaux et culturels sans précédent sur une vaste zone géographique, favorisant ainsi leur développement.

## Nom et variantes
Gengis Khan  (mongol : ᠴᠢᠩᠭᠢᠰ
ᠬᠠᠭᠠᠨ, API Khalkha : [ˈtʃɪŋɡɪs ˈxɑːŋ], VPMC : Činggis qaɣan, cyrillique : Чингис Хаан, Tchinguis Khaan, MNS : Chingis Khaan, littéralement : « souverain universel »), est d'abord nommé Temüjin (mongol : ᠲᠡᠮᠦᠵᠢᠨ, cyrillique : Тэмүжин, Témudjin).
Il n'existe pas de système de romanisation universel utilisé pour le mongol. Par conséquent, l'orthographe moderne des noms mongols varie considérablement et entraîne des différences de prononciation. Le titre honorifique « Gengis » dérive du mongol ᠴᠢᠩᠭᠢᠰ, qui se romanise en Činggis. En chinois, le titre se lit Chéngjísī (成吉思-, et en persan Čəngīz (چنگیز). Comme l'arabe ne possède pas de son similaire à [tʃ], les auteurs retranscrivent le nom sous la forme J̌ingiz, tandis que les auteurs syriaques préfèrent Šīngīz.
Le nom « Gengis » est introduit en Europe au XVIIIe siècle à partir d'une mauvaise lecture de sources persanes, les orthographes du nom ont pour variante « Chinggis », « Chingis », « Jinghis » et « Jengiz »,,. Son nom de naissance « Temüjin » (ᠲᠡᠮᠦᠵᠢᠨ ; 鐵木真 ;Tiěmùzhēn) est parfois également orthographié « Temuchin ».
Lorsque Kubilai Khan établit la dynastie Yuan en 1271, il confère à son grand-père Gengis Khan le nom de temple Taizu (太祖, signifiant « Ancêtre suprême ») et le nom posthume Shengwu Huangdi (聖皇帝, signifiant « Empereur Saint-Martial »). L'arrière-petit-fils de Kubilai, Külüg Khan, étend ce titre en Fatian Qiyun Shengwu Huangdi (法天啟運聖武皇帝, signifiant « Interprète de la loi céleste, initiateur de la bonne fortune, empereur sacré »),.

## Sources historiques et contemporaines
De nombreuses sources contemporaines et anciennes, écrites dans plus d'une douzaine de langues originaires de toute l'Eurasie, décrivent l'histoire de Gengis Khan, mais cela présente encore des difficultés, même pour les historiens modernes. Les récits de son adolescence et de son ascension au pouvoir proviennent de deux sources en langue mongole : l’Histoire secrète des Mongols et l’Altan Devter (Livre d'or). Ce dernier, aujourd'hui perdu, inspire deux chroniques chinoises : le Yuan Shi (Histoire de Yuan) du XIVe siècle et le Shengwu qinzheng lu (en) (Les Campagnes de Gengis Khan). Le Yuan Shi fournit une grande quantité de détails sur les campagnes et les personnages individuels. LeShengwu suit un développement chronologique, présentant les actions de Gengis Khan de manière objective, mais présente parfois des erreurs.
L’Histoire secrète est translittérée en caractères chinois au cours des XIVe et XVe siècles av. J.-C. Son authenticité historique est contestée par le sinologue Arthur Waley, qui le considère comme une œuvre littéraire sans valeur historiographique. Pourtant des historiens plus récents lui accordent davantage de crédit,. La chronologie de l'ouvrage est douteuse et certains passages sont volontairement supprimés pour améliorer la narration. Cependant l’Histoire secrète est appréciée car l'auteur anonyme est souvent critique envers Gengis Khan. En plus de le présenter comme indécis et ayant une phobie des chiens, l’Histoire secrète relate également des événements tabous tels que son fratricide et la possibilité de l'illégitimité de son fils Jochi.

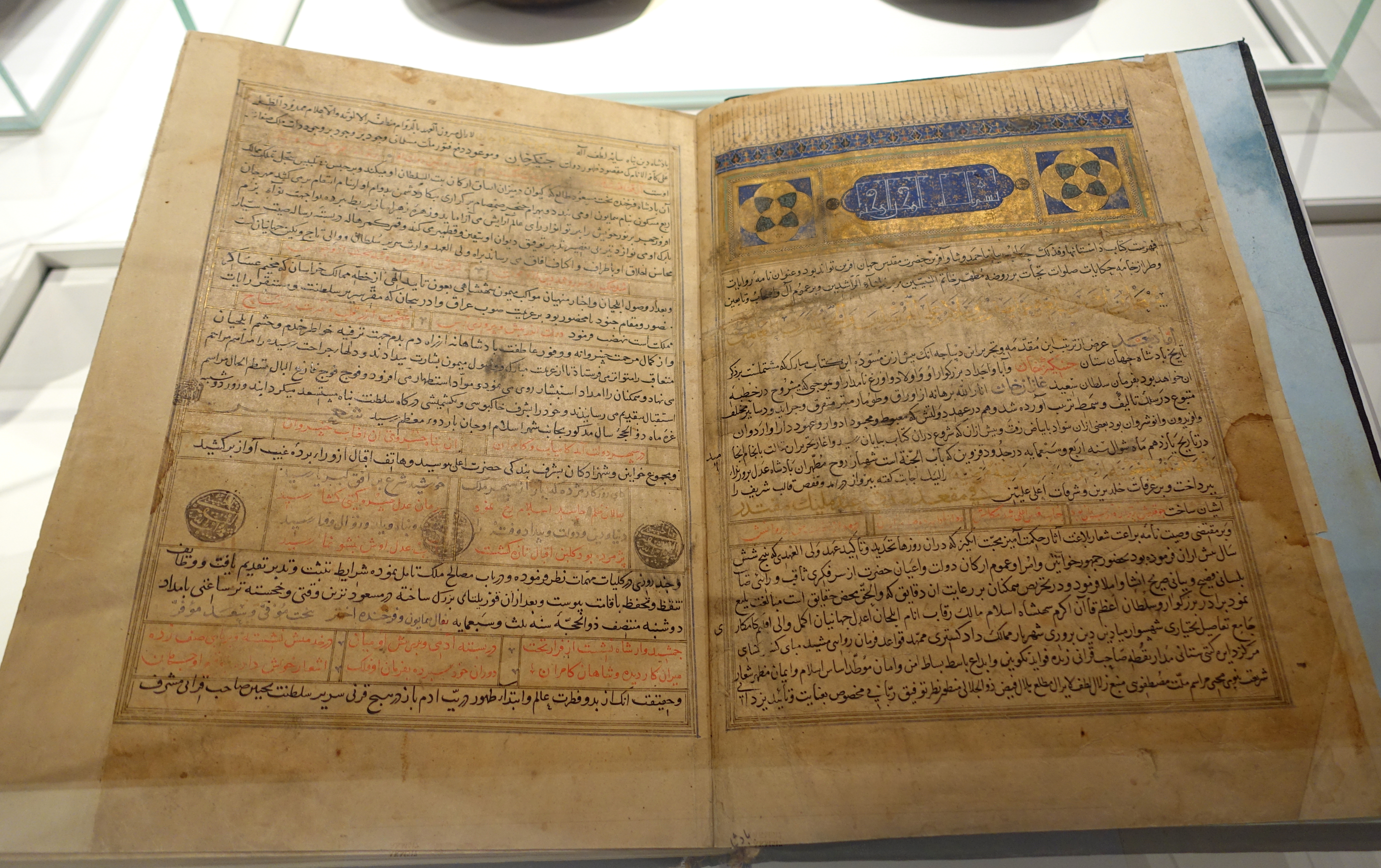
Copie du XVe siècle du Jami'al-tawarikh de Rashid al-Din Hamadani

Plusieurs chroniques persanes présentent un mélange d'attitudes positives et négatives envers Gengis Khan et les Mongols. Minhaj-i Siraj Juzjani et Ata-Malik Juvayni achèvent leur histoire respective en 1260. Juzjani est un témoin oculaire de la brutalité des conquêtes mongoles, et l'hostilité de sa chronique reflète ses expériences. Son contemporain Juvayni, qui voyage deux fois en Mongolie et atteint un poste élevé dans l'administration de l'Ikhanat de Perse, se montre plus compréhensif, mais son récit est le plus fiable pour les campagnes occidentales de Gengis Khan,. La source persane la plus importante est le Jami'al-tawarikh (Compendium des Chroniques) compilé par Rashid al-Din sur ordre de Ghazan, un descendant de Gengis, au début du XIVe siècle. Ghazan accorde à Rashid un accès privilégié à la fois aux sources mongoles confidentielles telles que l'Altan Debter et aux experts de la tradition orale mongole, y compris l'ambassadeur de Kubilai Khan, Bolad Chingsang (en). Cependant, vu qu'il s'agit d'une chronique officielle, Rashid al-Din censure des détails gênants et tabous,,.
Il existe de nombreuses autres histoires contemporaines qui incluent des informations supplémentaires sur Gengis Khan et les Mongols, bien que leur neutralité et leur fiabilité soient souvent suspectes. D'autres sources chinoises incluent les chroniques des dynasties conquises par les Mongols, par exemple le diplomate Song Zhao Hong, qui visita les Mongols en 1221. Les sources arabes incluent une biographie contemporaine du prince khwarazmien Jalal al-Din par son compagnon al-Nasawi. Il existe également plusieurs chroniques chrétiennes ultérieures, notamment les Chroniques géorgiennes, et des ouvrages de voyageurs européens tels que Carpini et Marco Polo,.

## Biographie

### Contexte
Le contexte historique dans lequel vit Gengis Khan est celui des empires nomades. Le peuple turco-mongol dont est issu Gengis Khan descendrait des Xianbei, pour les Chinois Hu de l'Est, hypothèse la plus probable. Ces proto-mongols parlent le khitan, une langue affiliée au mongol. Ce sont des pasteurs nomades, qui au IIe siècle ont chassé les Xiongnu, établis dans l'actuelle Mongolie orientale depuis le IIe siècle av. J.-C. Fondateurs du premier Empire des steppes, ces Huns d'Asie aux origines mal connues sont en effet les premiers nomades à dominer un ensemble territorial et y installent une capitale : Long Cheng. 
Au IVe siècle, c'est au tour des tribus du Kaghanat Rouran de contrôler une région qui s'étend du Xinjiang à la Sibérie. Peuple de métallurgistes, ils sont les premiers à appeler leur chef Khagan, (aussi écrit sous la forme Khaan). Ce titre se différencie du Khan, il lui est supérieur et peut être compris comme « Grand Khan ». Il serait l'équivalent de la dignité impériale en Europe. 
En 552, ce sont les Göktürks qui s'emparent du territoire. Ils surveillent les accès aux routes de la soie et avec Byzance attaquent les Sassanides. L'espace de domination s'agrandit encore, allant du Caucase aux côtes de la Mer Jaune. Avec les Köktürks naît l'idée du chef au mandat divin, homme-providence qui voue sa vie à la soumission des peuples étrangers. De plus, le système administratif türk inspirera les Mongols, avec la création d'une trentaine de bureaux dédiés aux affaires étrangères, civiles ou encore militaires. C'est aussi la date d'introduction du système d'écriture türk, remplacé plus tard par l'alphabet ouïghour (ou vieux ouïghour, dérivé de l'alphabet syriaque et à l'origine de la Mongol et de la mandchoue), un élément important dans l'unité et la gestion de cet Empire des steppes. 
En 743, ce sont les Ouïgours qui, à la suite de querelles intestines entre aristocrates, s'emparent de ce vaste territoire. Les échanges avec la Chine sont alors foisonnants. Naît aussi une nouvelle capitale à l'emplacement-même de l'ancienne capitale Köktürk, Ordu-Baliq, littéralement Cité de la cour. Ils sont enfin détrônés par les Kirghiz en 840, peuple de l'Ienisseï, fleuve sibérien, dont l’hégémonie sera vite contestée par les Khitans. Ces derniers, voisins des Mongols, forgent un modèle dynastique qui inspirera plus tard les Jürchen puis les Yuan. Ils se convertissent notamment au bouddhisme[réf. nécessaire].
Gengis Khan et le peuple mongol ont un héritage commun : l'Empire nomade, caractérisé par un chef charismatique, protégé du Ciel éternel, le Möngke tengri. Ce chef, le Khagan, met ainsi en place un système administratif et un système de poste efficaces, et un territoire centralisé autour d'une capitale, l'ördü : Karakorum, située à quelques kilomètres des anciennes capitales ouïghour et türk. On entrevoit donc un personnage sûr de lui et favori du Ciel, qui prend le pouvoir grâce à des rivalités incessantes, à l'instar de ses prédécesseurs, certain de son succès et à la volonté ferme de domination de territoires immenses et de soumission des peuples étrangers[réf. nécessaire].

### Famille et naissance

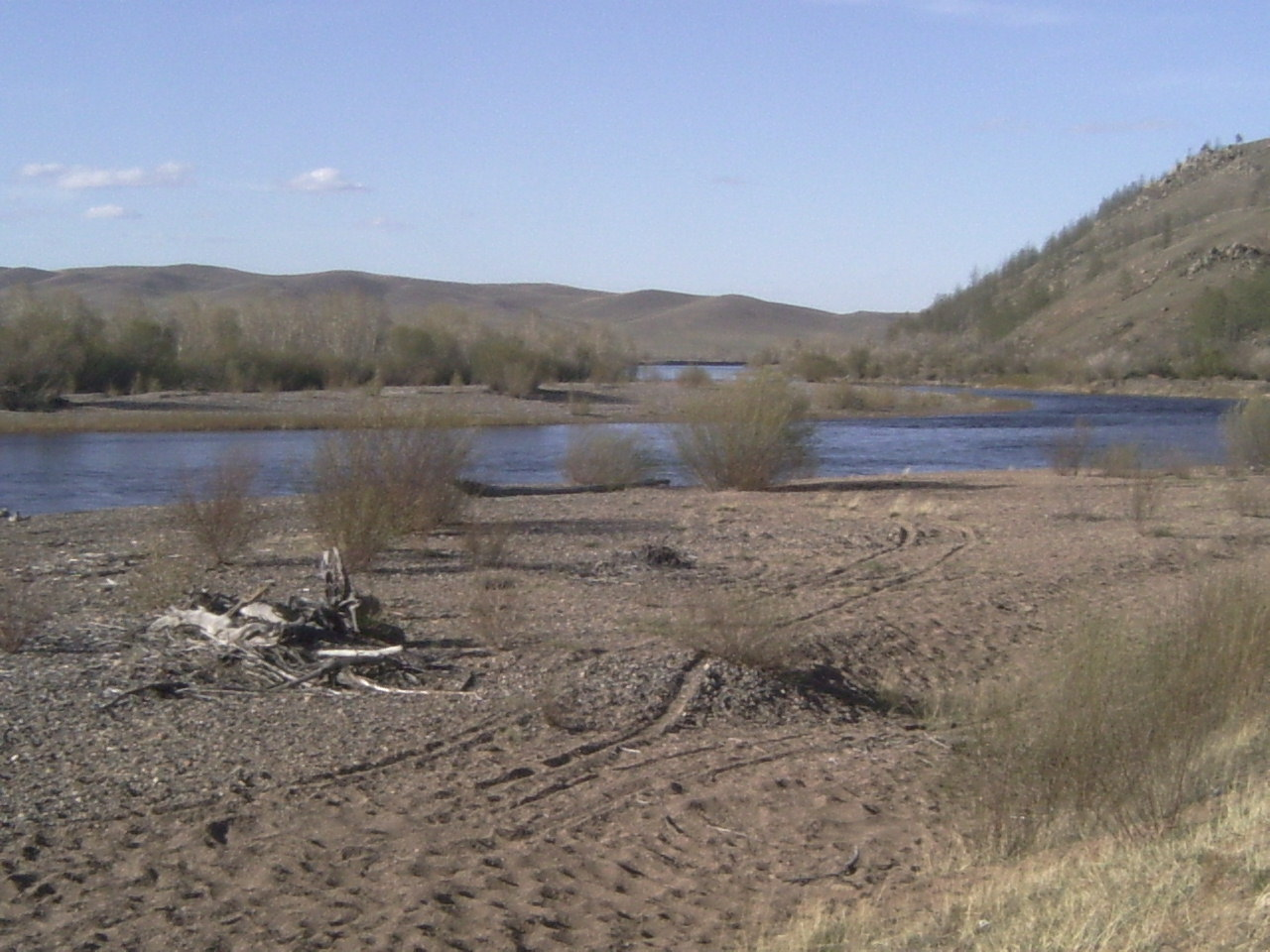
La rivière Onon en automne, une région qui a vu naître et grandir Temüjin est une région d'Asie centrale couverte de steppes.

« Gengis Khan » écrit en mongol traditionnel.

#### Incertitudes et légendes autour de sa naissance
Gengis Khan naît sous le nom de Temüjin. L'année de sa naissance est controversée, les historiens privilégiant des dates différentes : 1155, 1162 ou 1167. Certaines traditions situent sa naissance dans l'année du Cochon, soit en 1155 ou 1167. La datation de 1155 est confirmée par les sources anciennes de Zhao Hong et de Rashid al-Din, mais d'autres sources importantes telles que le Yuan Shi et le Shengwu privilégient l'année 1162. La datation de 1167, préférée par le sinologue Paul Pelliot, dérive d'une source mineure : un texte de l'artiste Yuan Yang Weizhen. Cette  piste est plus compatible avec les événements de la vie de Gengis Khan qu'une datation de 1155 qui implique qu'il n'a pas eu d'enfants avant l'âge de trente ans et fait activement campagne jusqu'à sa septième décennie,. Toutefois, 1162 est la date qui est la plus communément admise par les historiens,,,,. Paul Ratchnevsky suggère que Temüjin lui-même ne connait peut-être pas sa date de naissance.
Le lieu de naissance de Temüjin, que l'Histoire secrète enregistre comme Delüün Boldog (en) sur la rivière Onon, est également discuté. On le place soit à Dadal, dans la province mongole de Khentii, soit dans le sud de l'Aga-Bouriatie, en Russie, soit à proximité du mont Burkhan Khaldun, non loin de l'actuelle capitale de la Mongolie, Oulan-Bator.
L'origine de son nom de naissance, Temüjin, est contestée. Les traditions les plus anciennes affirment que son père venait de rentrer d'une campagne victorieuse contre les Tatars avec un captif nommé Temüchin-uge, d'après lequel il a nommé le nouveau-né, en l'honneur de sa victoire. Des traditions ultérieures mettent en avant la racine temür (qui signifie « fer ») et se connecte aux théories selon lesquelles « Temüjin » signifie « forgeron » ou « le plus fin acier »,,.
Plusieurs légendes entourent la naissance de Temüjin. L'une d'elles veut qu'à sa naissance il ait tenu un caillot de sang dans sa main, un élément du folklore asiatique indiquant que l'enfant serait un guerrier,. D'autres prétendent que Hö'elün est imprégnée par un rayon de lumière qui annonce le destin de l'enfant. Une variante de cette dernière légende lui attribue deux ancêtres mythiques : un loup gris-bleu (Börte Cino), une biche fauve (Gua Maral (mn)) et Alan Gua (en), également fécondée par un rayon de lumière.

#### Famille
Temüjin est issu du clan Bordjiguine, de la tribu mongole . Il est le fils aîné de Yesügei, un chef qui prétend descendre du légendaire seigneur de la guerre Bodonchar Munkhag, et de sa principale épouse Hö'elün, originaire du clan Olkhonud (en), que Yesügei avait enlevée à son époux Merkit Chiledu,. Yesügei est le petit-fils de Khaboul Khan et l'anda de Toghril, Khan des Merkit.
Yesügei et Hö'elün ont trois fils plus jeunes après Temüjin : Qasar, Hachiun et Temüge, ainsi qu'une fille, Temülün . Temüjin a également deux demi-frères, Bekhter et Belgutei, nés de l'épouse secondaire de Yesügei, Sochigel (en), dont l'identité est incertaine. Les frères et sœurs grandissent au camp principal de Yesugei, sur les rives de l'Onon, où ils apprennent à monter à cheval et à tirer à l'arc.

### Enfance
Lorsque Temüjin a huit ans, son père décide de le fiancer à une fille convenable. Yesügei emmène son héritier dans les pâturages de la tribu Khongirad de Hö'elün. Il y arrange les fiançailles avec Dei Sechen (en), chef de la tribu et père de Börte. En fiançant leurs deux enfants, Yesügei gagne un allié puissant, et Dei Sechen reçoit un prix de la fiancée élevé. Il exige que Temüjin reste à son service afin de régler sa future dette,,. Yesügei accepte ces conditions et son fils rejoint le clan de sa future femme. Sur le chemin du retour, il croise un groupe de Tatars et, s'appuyant sur la tradition des steppes d'hospitalité envers les étrangers, leur demande un repas. Cependant, les Tatars reconnaissent leur ancien ennemi et empoisonnent sa nourriture. Yesügei tombe malade, mais parvient à rentrer chez lui. Proche de la mort, il demande à un serviteur de confiance appelé Münglig d'aller chercher Temüjin auprès des Khonigrad. Il meurt peu de temps après,.

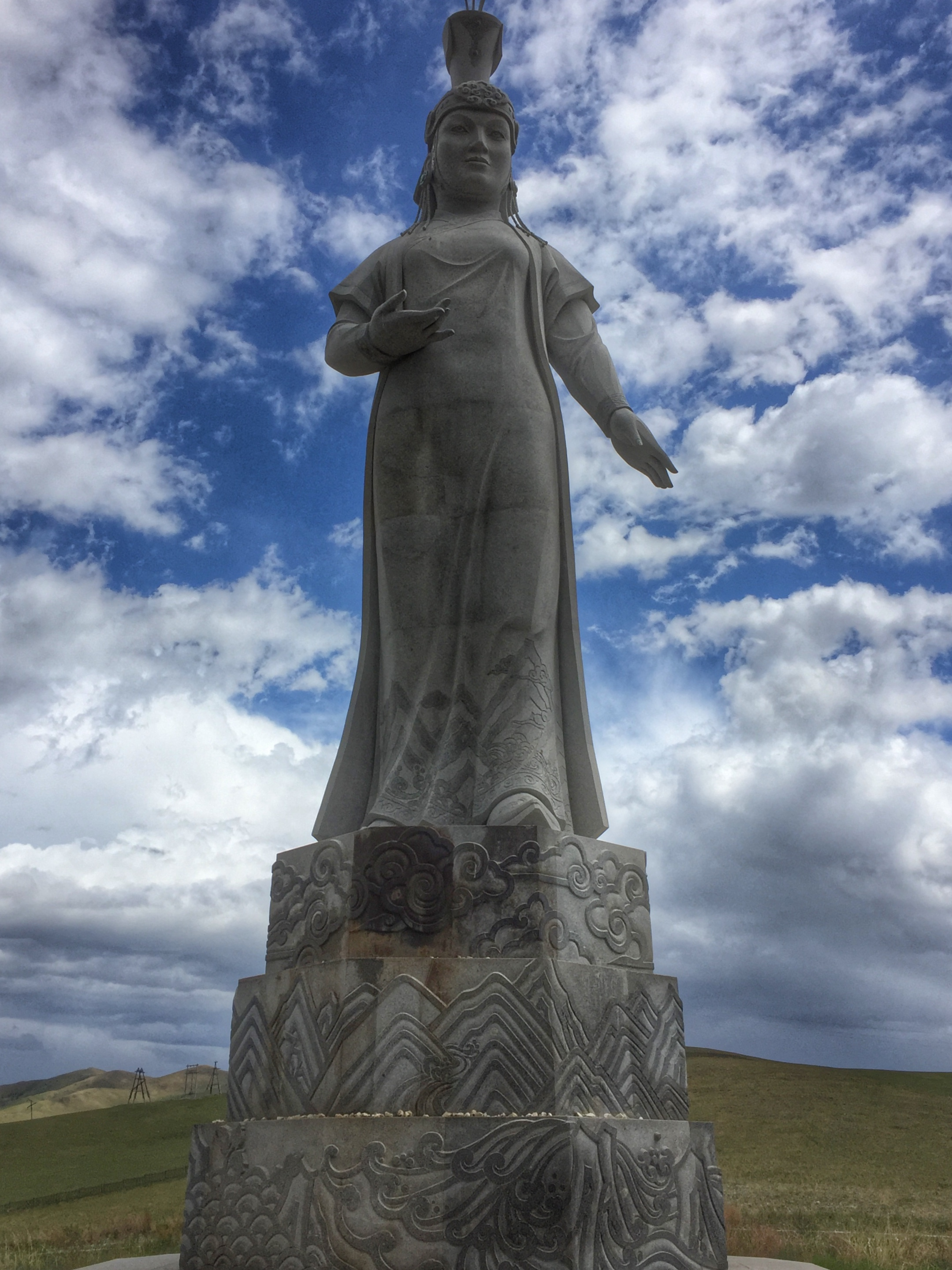
Statue de Hö'elün située près de la statue équestre de son fils à Tsonjin Boldog, Mongolie

La mort de Yesügei brise l'unité de sa tribu, qui comprend des membres des Borjigin, des Tayichiud et d'autres clans. Comme Temüjin n'a pas encore dix ans, et Bekhter seulement douze, aucun des deux n'est en âge de devenir Khan. La faction Tayichiud exclut Hö'elün des cérémonies de culte des ancêtres qui suivent la mort d'un dirigeant et abandonnent bientôt son camp. L’Histoire secrète raconte que l'ensemble du clan Borjigin les suit, malgré les tentatives de Hö'elün de les en dissuader en faisant appel à leur honneur,,. Les textes de Rashid al-Din et le Shengwu suggèrent que les frères de Yesügei soutiennent la veuve. Il est possible que Hö'elün refuse de se marier par lévirat avec l'un d'eux, ce qui aurait entraîné des tensions ultérieures, ou que l'auteur de l'Histoire secrète ait dramatisé la situation,. Toutes les sources s'accordent à dire que la plupart des fidèles de Yesügei renoncent à sa famille en faveur des Tayichiuds et que la famille de Hö'elün est réduite à une vie beaucoup plus dure,. Adoptant un mode de vie de chasseurs-cueilleurs, ils ramassent des racines et des noix, chassent de petits animaux et pêchent du poisson.
Au sein de la petite famille, la tension croît entre Temüjin et Bekhter, qui prétendent chacun être l'héritier légitime de leur père. Bekhter, plus âgé de deux ans d'une autre femme, pourrait également épouser Hö'elün à sa majorité et devenir le beau-père de Temüjin. Alors que les frictions, exacerbées par de fréquentes disputes sur le partage du butin de chasse, s'intensifient, Temüjin et son jeune frère Qasar tendent une embuscade à Bekhter et le tuent. Cet acte tabou est omis des chroniques officielles mais pas de l'Histoire secrète, qui raconte qu'Hö'elün réprimande ses fils avec colère. Le frère cadet de Bekhter, Belgutei, ne cherche pas à se venger et devient l'un des partisans les plus haut placés de Temüjin aux côtés de Qasar ,. Temüjin développe durant son enfance une amitié étroite avec Djamuqa, un autre garçon d'origine aristocratique ; l'Histoire secrète note qu'ils échangent des osselets de shagai et des flèches en guise de cadeaux, et se jurent fidélité à onze ans par serment de l'anda (pacte des frères de sang mongols),,.
Comme sa famille manque d'alliés, Temüjin est fait prisonnier à plusieurs reprises,. Capturé par les Tayichiuds, il s'échappe lors d'un festin et se cache d'abord dans les eaux de l'Onon, puis dans la tente de Sorqan Shira (en), un homme qui l'aperçoit dans la rivière sans donner l'alerte. Sorqan Shira le cache pendant trois jours et l'aide à s'échapper,. Temüjin rencontre également Bortchou, un adolescent qui l'aide à récupérer des chevaux volés. Peu de temps après, Bortchou rejoint le camp que Temüjin commence à constituer et devient son premier nökör (en) (« compagnon personnel »). Ces éléments, relatés par l'Histoire secrète, sont révélateurs de l'importance accordée par son auteur au charisme personnel de Gengis Khan.

### Affirmation du pouvoir

#### Mariage et alliance
Vers 1181, Temüjin retourne au sein du clan Khonigrad et rencontre Dei Sechen afin d'épouser Börte. Ce dernier consent et accompagne les jeunes mariés au camp de Temüjin. Sa femme, Čotan, offre à Hö'elün un coûteux manteau de zibeline,. À la recherche d'allié, Temüjin choisit de redonner le manteau à Toghril, khan de la tribu Kerait, qui a combattu aux côtés de Yesügei. Toghril dirige un vaste territoire dans le centre de la Mongolie, mais il se méfie de beaucoup de ses partisans. Ayant besoin de remplaçants fidèles, il est ravi du précieux cadeau et accueille Temüjin sous sa protection. Le rapprochement des deux hommes leur permet de constituer une base de guerriers, ainsi que des nököd tels que Djelmé qui entre au service de Temüjin,,.

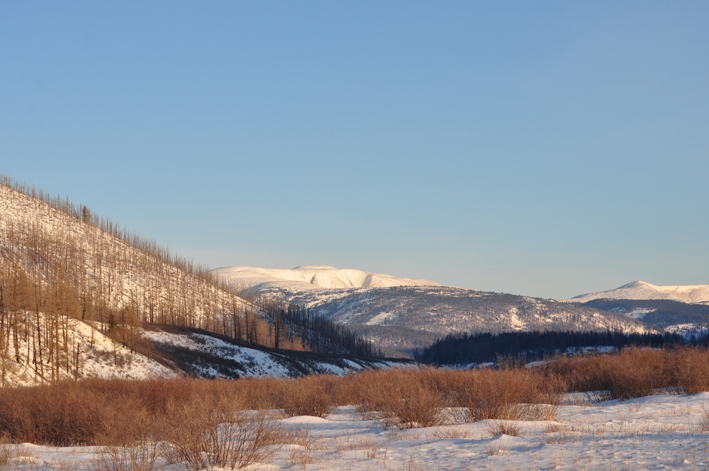
La montagne Burkhan Khaldun, où Temüjin s'est caché pendant l'attaque de Merkit, et qu'il a plus tard honorée comme sacrée.

Temüjin et Börte ont leur premier enfant, une fille nommée Qojin à cette époque. Cependant, certains Merkits n'apprécient pas le retour de la famille de Temüjin sur la scène politique et dont l'existence est liée à l'enlèvement d'Hö'elün par Yesügei. Ils décident de venger cet acte en attaquant leur camp avec 300 hommes. Temüjin et ses frères parviennent à se cacher dans la montagne Burkhan Khaldun, cependant Börte et Sochigel sont enlevées. Conformément à la loi du lévirat, Börte est donnée en mariage au frère cadet de Chiledu,.
Temüjin demande l'aide de Toghril et de son anda Djamuqa, qui est entre-temps devenu chef de la tribu Jadaran. Les deux chefs sont prêts à déployer des armées de 20 000 guerriers et, avec Djamuqa aux commandes, la campagne est rapidement gagnée. Börte, alors enceinte, est récupérée avec succès. Elle donne naissance à un fils, Djötchi dont la filiation à Temüjin est remise en question. Toutefois, il l'élève comme son fils,. Cette information, relatée dans l'Histoire secrète, est absente du récit de Rashid al-Din qui veut protéger la réputation de la famille,. Durant la décennie suivante, Temüjin et Börte ont trois autres fils (Djaghataï en 1184, Ögedei en 1186 et Tolui en 1193) et quatre autres filles (Checheyigen, Alaqai Beki, Tümelün et Al-Altan).

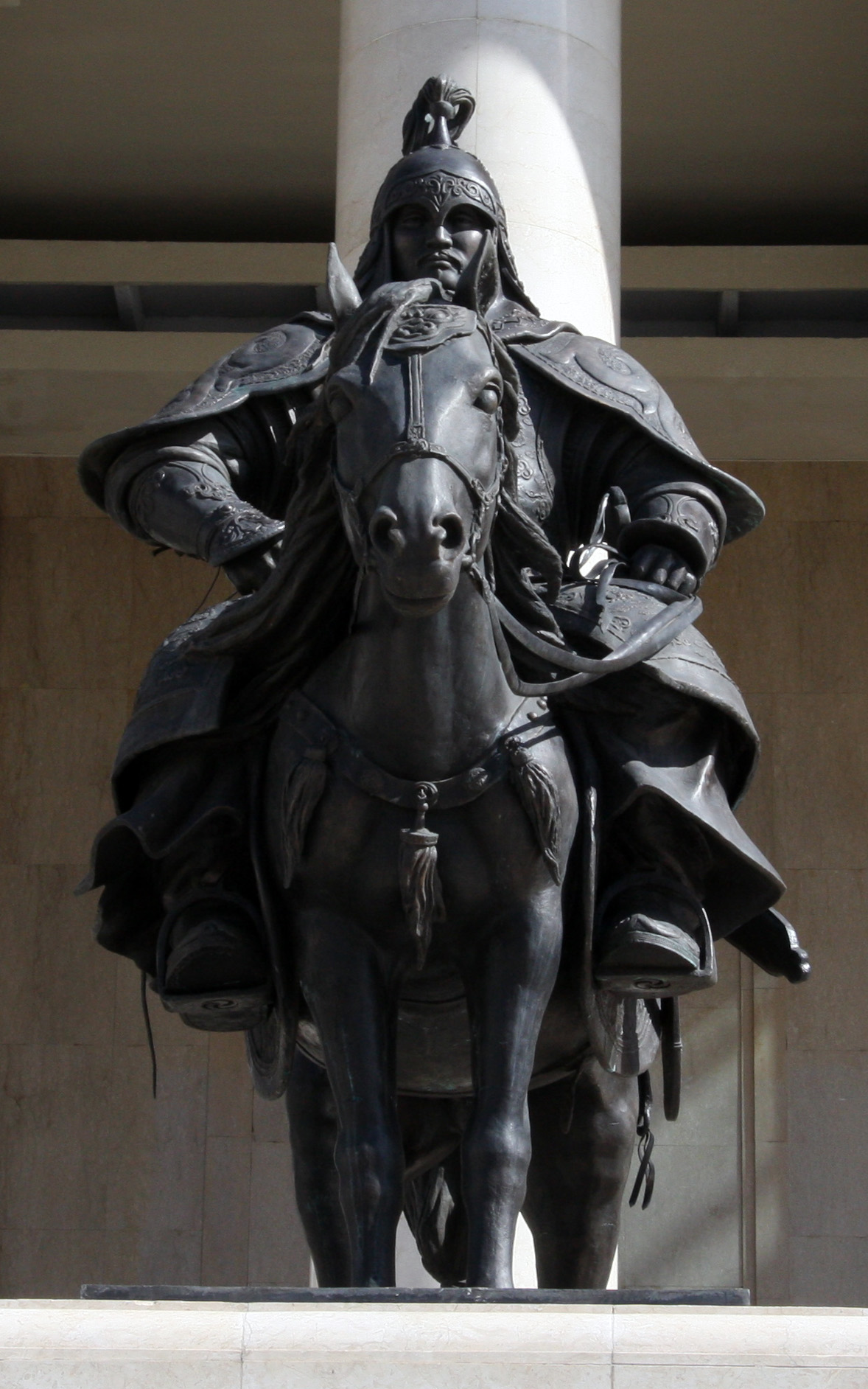
Statue de Bortchou, premier compagnon d'arme de Temüjin (Gengis Khan).

Les partisans de Temüjin et de Djamuqa campent ensemble pendant un an et demi, au cours duquel ils renouvellent leur serment de l'anda. L'Histoire secrète présente cette période comme un temps de rapprochement entre amis proches. Mais Ratchnevsky se demande si Temüjin est réellement entré au service de Djamuqa en échange de l'aide apportée aux Merkits. Après cette période, des tensions surgissent entre eux. Les deux dirigeants se séparent, apparemment à cause d'un désaccord sur la manière de tenir un campement. Sur les conseils de Hö'elün et Börte, Temüjin décide d'établir un campement indépendant. Les principaux dirigeants tribaux restent avec Djamuqa. Mais quarante-et-un dirigeants apportent leur soutien à Temüjin ainsi que de nombreux roturiers, parmi lesquels figure Subötai. Le camp s'aggrandit avec l'arrivée de membres des tribus Uriankhai, Barulas, Olkhonuds et bien d'autres,,. Beaucoup sont attirés par la réputation de Temüjin de seigneur juste et généreux, qui peut offrir une vie meilleure, tandis que ses chamans prophétisent que le Ciel lui prévoit un grand destin.
Temüjin est acclamé par ses proches disciples comme khan des Mongols,. Toghril voit d'un bon œil cette élévation hiérarchique, puisque Temüjin est son vassal. Cependant, les tensions avec Djamuqa dégénèrent en conflit ouvert vers 1187. Les deux chefs s'affrontent à la bataille de Dalan-baljout. Les deux forces sont à égalité, mais Temüjin subit une nette défaite. Des chroniqueurs ultérieurs, dont Rashid al-Din, affirment au contraire qu'il est victorieux, mais leurs récits se contredisent.
Les historiens modernes Ratchnevsky et Timothy May considèrent que Temüjin a dû passer une grande partie de la décennie suivant l'affrontement de Dalan-baljout comme serviteur de la dynastie Jin dans le Huabei,. Zhao Hong indique quant à lui au XIIIe siècle que Temüjin séjourne plusieurs années comme esclave des Jin. Initialement perçu par les historiens comme une expression d'arrogance nationaliste, cette déclaration est aujourd'hui considérée comme fondée sur des faits, d'autant plus qu'aucune autre source n'explique de manière convaincante les activités de Temüjin entre 1187 (la bataille de Dalan Baljut) et 1195. Se réfugier de l’autre côté de la frontière est une pratique courante, tant pour les dirigeants des steppes mécontents que pour les fonctionnaires chinois en disgrâce. La réémergence de Temüjin après avoir conservé un pouvoir important indique qu'il tire probablement des bénéfices de son service auprès des Jin. Comme il renversera plus tard cet État, un tel épisode, préjudiciable au prestige mongol, est omis de toutes leurs sources. Zhao Hong n’est lié par aucun tabou de ce genre,,.

#### Unification militaire

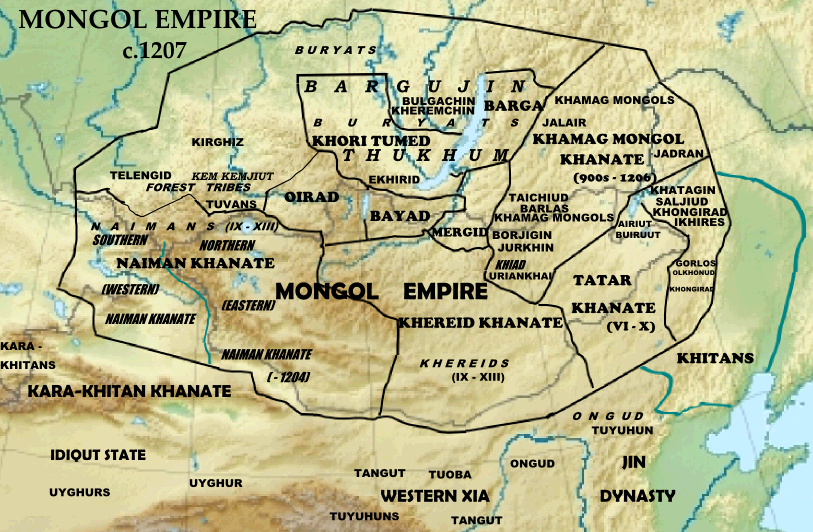
Les différents territoires du Khamag Mongol lors de l'unification par Temüjin (Gengis Khan).

Les sources ne concordent pas sur les événements du retour de Temüjin dans la steppe. Au début de l'été 1196, il participe à une campagne conjointe avec les Jin contre les Tatars, qui agissent à l'encontre des intérêts des Jin. En récompense, les Jin lui décernent le titre honorifique cha-ut kuri, dont la signification se rapproche probablement de « commandant de centaines » en Jurchen. À peu près à la même époque, il aide Toghril à récupérer la seigneurie des Kereit, usurpée par l'un des parents de Toghril avec le soutien de la puissante tribu des Naïmans,. Les actions de 1196 transforment le statut de Temüjin au sein du Khamag Mongol. Bien qu'officiellement toujours soumis à Toghril, il est considéré comme un allié égal,. Entre 1195 et 1197, il se fait désigner Khan lors d'un qurultay, ce qui accroit les tensions avec Djamuqa.
Après sa victoire à Dalan-baljout en 1187, Djamuqa aurait commencé à se comporter de façon cruelle. Il aurait fait bouillir 70 prisonniers et déshonorer les cadavres des dirigeants qui s'opposent à lui. Un certain nombre de partisans mécontents, y compris le partisan de Yesügei, Münglig, et ses fils, font défection et portent leur allégeance envers Temüjin ; ils ont probablement aussi été attirés par sa nouvelle richesse,.
Vers 1197, Temüjin soumet la tribu des Jurkin après qu'il l'ait offensé en refusant de participer à la campagne tatare. Après avoir exécuté leurs dirigeants, il demande à Belgutei de briser symboliquement le dos d'un Jurkin de premier plan lors d'un match de lutte mis en scène en guise de représailles. Ce dernier incident, qui contrevient aux coutumes mongoles de justice, n'est évoqué que par l'auteur de l'Histoire secrète, qui le désapprouve ouvertement.
Au cours des années suivantes, Temüjin et Toghril font campagne contre les Merkits, les Naïmans et les Tatars , parfois séparément et parfois ensemble. Vers 1201, un groupe de tribus mécontentes, dont les Khonigrad, les Tayichiud et les Tatars, jurent de briser la domination de l'alliance Borjigin-Kereit, en élisant Djamuqa comme chef et Gurkhan (en) (litt. : « roi de toutes les tribus »). Cette nouvelle confédération remporte quelques victoires jusqu'à la bataille de Yedi Qunan durant laquelle Temüjin et Toghril mettent en déroute l'armée ennemie. Djamuqa est contraint de demander la clémence de Toghril,.
Désirant avoir une suprématie complète en Mongolie orientale, Temüjin soumet d'abord les Tayichiud, puis en 1202, les Tatars. Après les deux campagnes, il exécute les chefs des clans et prend les guerriers restants à son service. Parmi eux se trouvent Sorkan Shira, qui l'avait secouru auparavant, et un jeune guerrier nommé Djebé, qui, en tuant le cheval de Temüjin et en refusant de cacher ce fait, montre des aptitudes martiales et de courage personnel,,,.

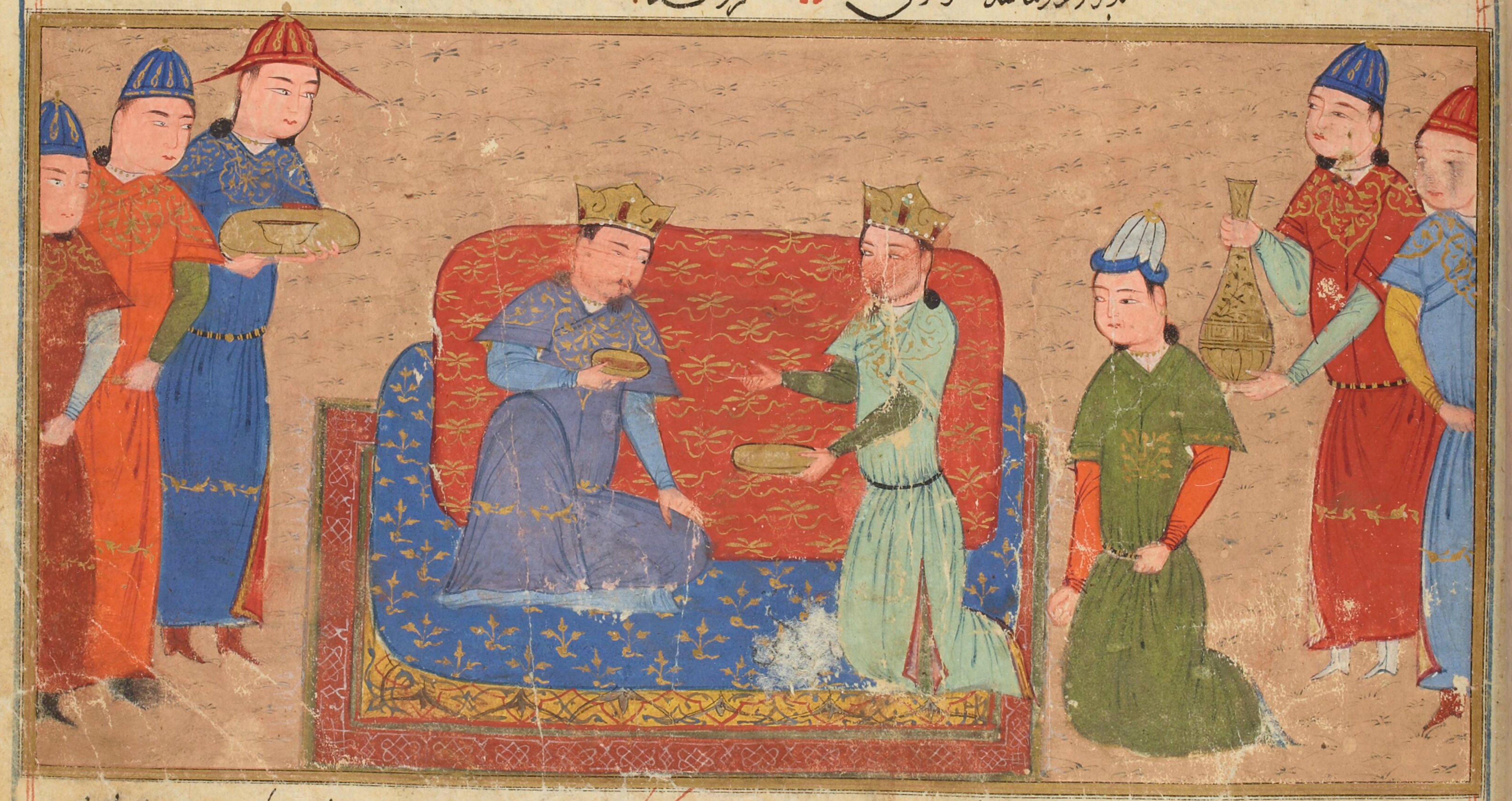
Genghis Khan et Toghril. Illustration provenant d'un manuscrit de Jami al-tawarikh XV, Iran.

L'absorption des Tatars ne laisse plus que trois puissances militaires dans la steppe : les Naïmans à l'ouest, les Mongols à l'est et les Kereit entre les deux. Cherchant à consolider sa position, Temüjin propose à son fils Djötchi d'épouser l'une des filles de Toghril. Dirigée par le fils de Toghril, Senggum, l'élite Kereit croit que la proposition est une tentative de prendre le contrôle de leur tribu, et les doutes sur la filiation de Djötchi les offense. En outre, Djamuqa, de nouveau soumis à Toghril, indique que Temüjin représente une menace pour l’aristocratie traditionnelle des steppes en raison de sa tendance à promouvoir des roturiers à des postes élevés, ce qui subvertit les normes sociales. Cédant finalement à ces exigences, Toghril tente d'attirer son vassal dans une embuscade, mais ses plans sont entendus par deux bergers qui l'avertissent. Temüjin rassemble une partie de ses forces, mais subit une défaite sévère lors de la bataille des sables de Qalaqaldjit,.
Temüjin se retire vers le sud-est, jusqu'à Baldjouna, un lac ou une rivière non identifié, et attend que ses forces dispersées se regroupent : Bortchou ayant fui à pied et Ögedeï devant être soigné par Boroqoul. Temüjin fait appel à tous les alliés possibles et prête en 1203 un serment de loyauté, plus tard connu sous le nom d'alliance de Baldjouna, avec ses fidèles,,. Ceux-ci forment un groupe très hétérogène : des hommes de neuf tribus différentes, certains nestoriens, d'autres musulmans ou bouddhistes, avec pour seul lien leur loyauté envers Temüjin et entre eux. Ce groupe devient un modèle pour l'empire, qualifié de « proto-gouvernement d'une protonation » par l'historien John Man (en),,. L'Alliance Baljuna est omise de l'Histoire secrète — comme le groupe est majoritairement non mongol, l'auteur souhaite probablement minimiser le rôle des autres tribus.

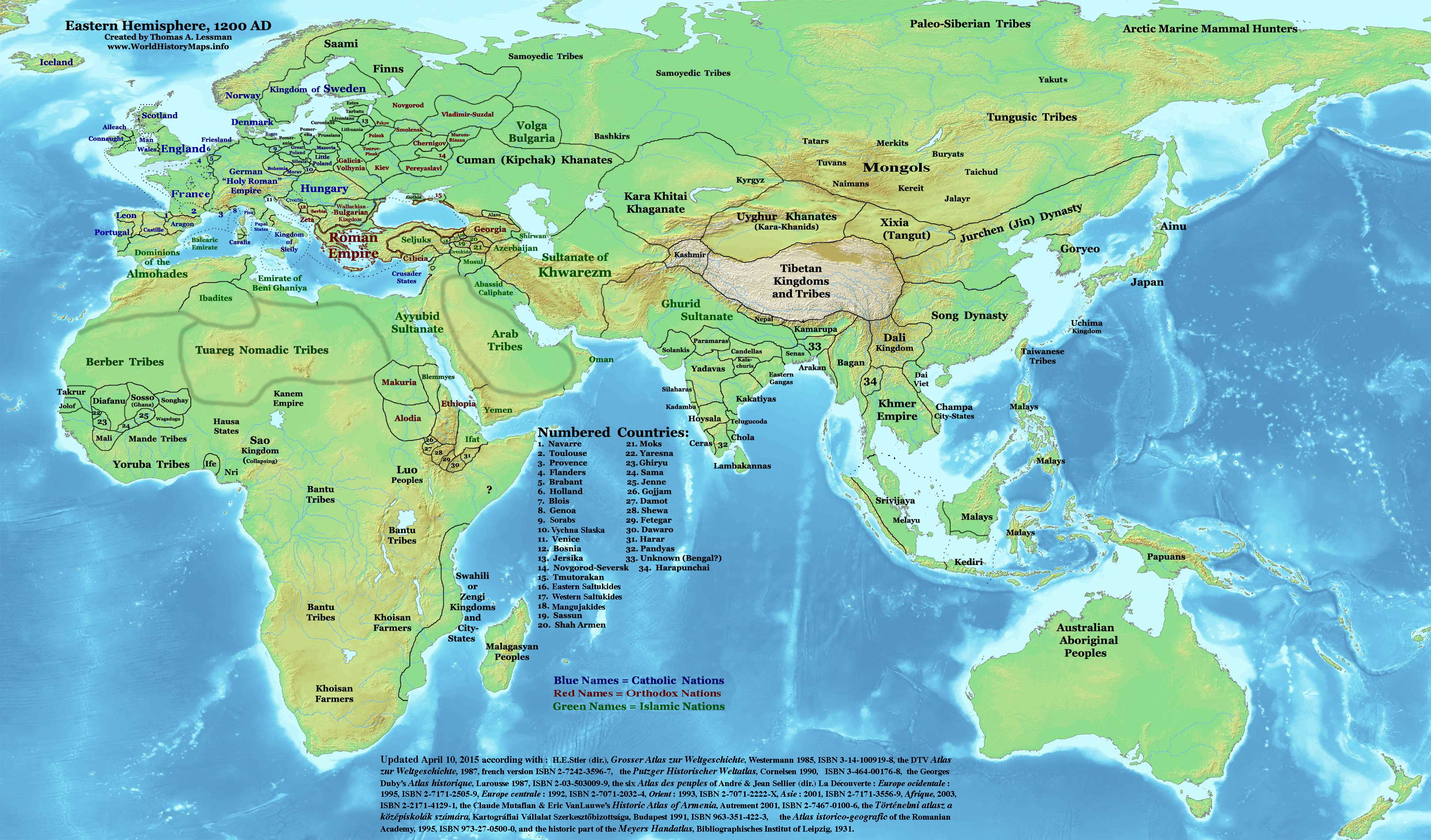
Nations d'Eurasie vers 1200.

Une ruse de guerre impliquant Qasar permet aux Mongols de tendre une embuscade aux Kereit. La bataille dure trois jours et s'achève par une victoire décisive des forces de Temüjin. Toghril et Senggum sont contraints de fuir, et tandis que ce dernier se réfugie au Tibet, Toghril est tué par un Naïman qui ne le reconnaît pas. Temüjin scelle sa victoire en absorbant l'élite Kereit dans sa propre tribu. Il prend la princesse Ibaqa pour épouse, et marie sa sœur Sorghaqtani et sa nièce Doquz à son plus jeune fils, Tolui,,.
Cette défaite est favorable aux Naïmans, dont les rangs gagnent les effectifs de Djamuqa et d'autres chefs vaincus qui se préparent à une nouvelle guerre. Temüjin est informé de ces événements par Alaqush, chef de la tribu Ongud. En mai 1204, lors de la bataille de Tchakirma'out (en) dans les montagnes de l'Altaï, les Naïmans sont définitivement vaincus : leur chef Tayang Khan est tué et son fils Kuchlug est contraint de fuir vers l'ouest,. Les Merkits sont décimés plus tard cette année-là, tandis que Djamuqa est trahi par des compagnons. Temüjin les fait exécuter pour leur infidélité. Selon l'Histoire secrète, Djamuqa demande à son anda d'enfance de l'exécuter honorablement, tandis que d'autres récits affirment qu'il le tue par démembrement,,,.

### Formation de l'Empire mongol

#### Réformes administrative, sociale et militaire

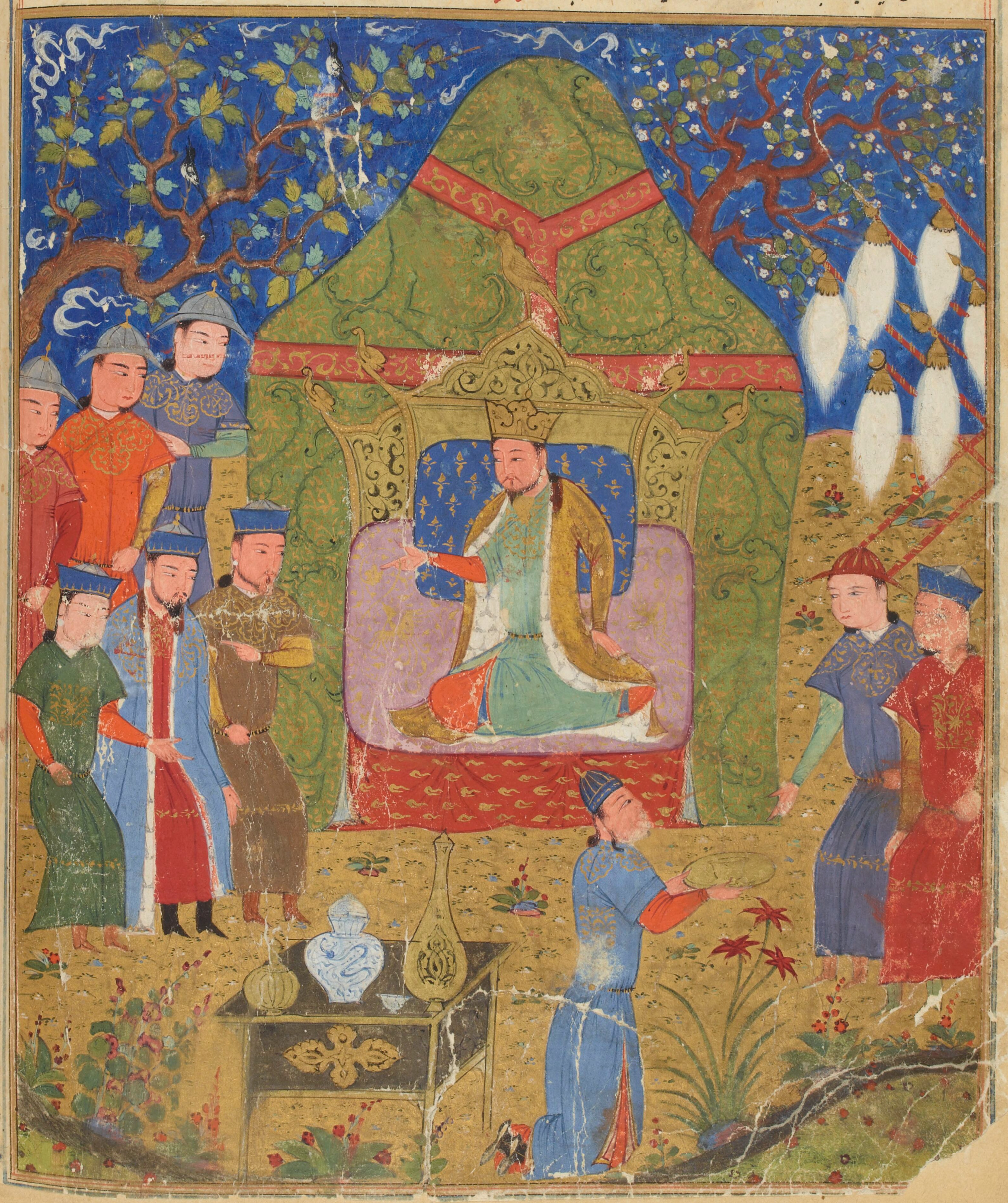
Temüjin, proclamé Gengis Khan en 1206, comme l'illustre le manuscrit Jami' al-tawarikh du XVe siècle.

Désormais seul souverain de la steppe mongole, Temüjin réunit qurultay à la source de la rivière Onon en 1206. C'est au cours de ce qurultay qu'il adopte le titre de « Gengis Khan », dont l'étymologie et la signification sont débattues. Certains commentateurs estiment que le titre n'a aucune signification, représentant simplement l'abandon par Temüjin du titre traditionnel gurkhan accordé à Djamuqa et qui est donc de moindre valeur,. Une autre théorie suggère que le mot « Gengis » porte des connotations de force, de fermeté, de dureté ou de droiture,. Une troisième hypothèse propose que le titre soit lié au tängiz turc (« océan »), le titre « Gengis Khan » signifierait « maître de l'océan », et comme l'océan est censé entourer la terre, le titre impliquerait donc en fin de compte « souverain universel »,,.
Ayant pris le contrôle d'un million de personnes, Gengis Khan met en place une « révolution sociale », selon les termes de May. Les systèmes tribaux traditionnels bénéficiant aux petits clans et aux petites familles, ils ne conviennent pas comme base pour des États plus grands et causent la chute des précédentes confédérations des steppes. Gengis entame une série de réformes administratives destinées à supprimer le pouvoir des affiliations tribales et à les remplacer par une loyauté inconditionnelle envers le khan et la famille régnante,,.
Comme la plupart des chefs tribaux traditionnels sont tués au cours de son ascension au pouvoir, Gengis Khan peut reconstruire la hiérarchie sociale mongole en sa faveur. Le niveau le plus élevé est occupé uniquement par sa famille et celle de ses frères, qui sont connus sous le nom d'altan uruq ( litt. « famille dorée ») ou chaghan yasun ( litt. « os blanc ») ; en dessous d'eux se trouve le qara yasun ( litt. « os noir » ; parfois qarachu), composé de l'aristocratie pré-impériale survivante et des plus importantes des nouvelles familles,.

Pour briser tout concept de loyauté tribale, la société mongole est réorganisée en un système décimal militaire. Tout homme entre quinze et soixante-dix ans est enrôlé dans un minqan (pl. minkad), une unité de mille soldats, elle-même subdivisée en unités de centaines (jaghun, pl. jaghat) et de dizaines (arban, pl. arbat),. Les unités englobent également le foyer de chaque homme, ce qui signifie que chaque minqan militaire est soutenu par un minqan de foyer dans ce que May appelle « un complexe militaro-industriel ». Chaque minqan fonctionne à la fois comme une unité politique et sociale, tandis que les guerriers des tribus vaincues sont dispersés dans différents minqad pour leur rendre difficile la rébellion en tant que corps unique. L'objectif est d'assurer la disparition des anciennes identités tribales, en les remplaçant par la loyauté envers l'Empire Mongol représenté par Gengis Khan et envers les commandants qui ont gagné leur rang grâce au mérite et à la loyauté envers le khan,. Cette réforme particulière s’est avérée extrêmement efficace : même après la division de l’Empire mongol, aucune fragmentation n’a lieu selon des lignes tribales. Au lieu de cela, les descendants de Gengis continuent à régner sans conteste, dans certains cas jusqu'aux années 1700. Même de puissants dirigeants tels que Tamerlan et Edigu sont contraints de gouverner derrière un dirigeant fantoche de la lignée de Gengis Khan.

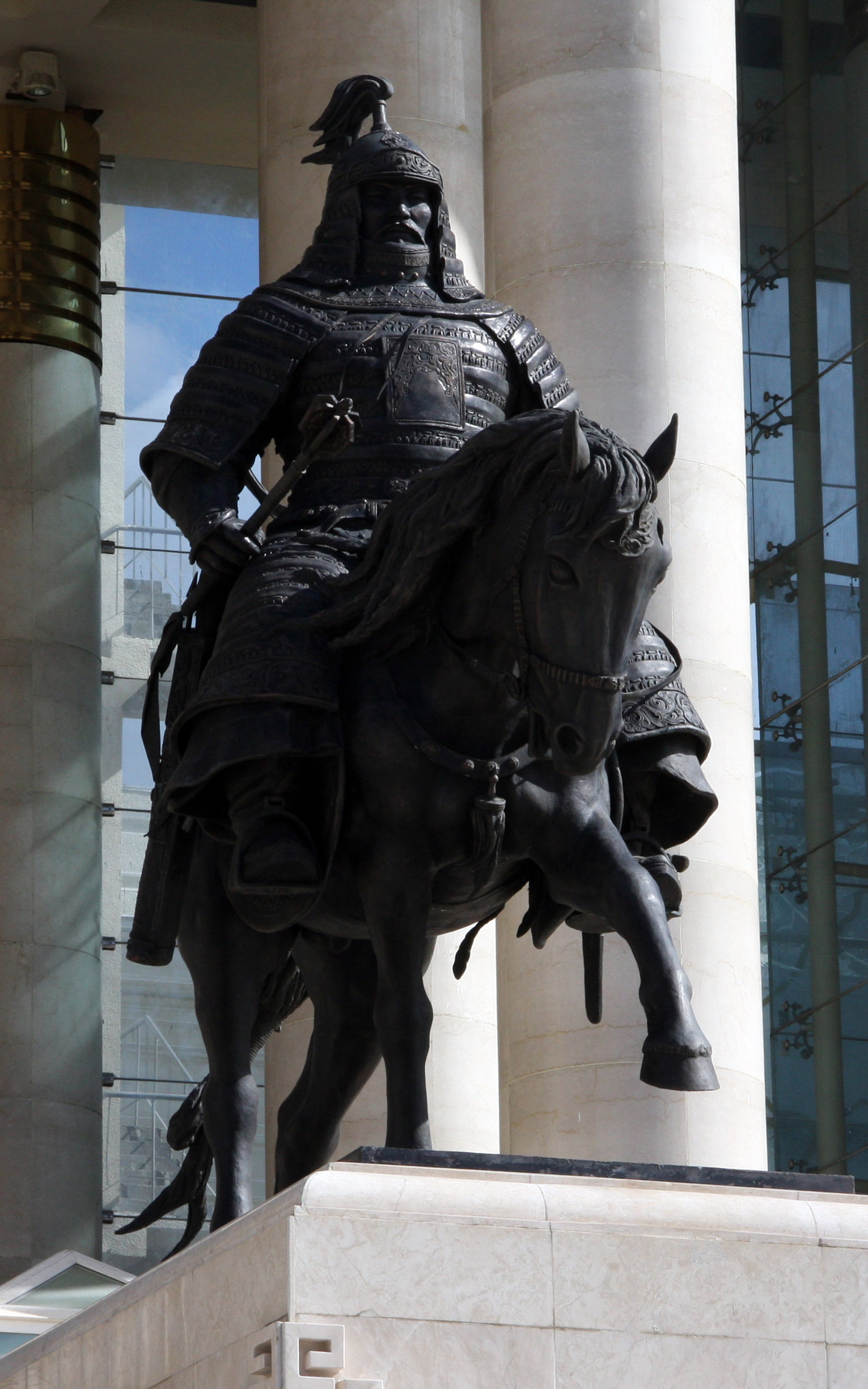
Statue de Muqali, Oulan-Bator.

Les nökod les plus proches de Gengis Khan sont nommés aux rangs les plus élevés et reçoivent les plus grands honneurs. Bortchou et Muqali reçoivent chacun dix mille hommes pour commander respectivement les ailes droite et gauche de l'armée,,. Les autres nökod obtiennent chacun le commandement de l'un des 95 minkad. Dans une démonstration des idéaux méritocratiques de Gengis, beaucoup de ces hommes sont nés dans un statut social inférieur,,. En tant que privilège spécial, Gengis Khan permet à certains commandants loyaux de conserver l'identité tribale de leurs unités. Alaqush d'Ongud est autorisé à conserver cinq mille guerriers de sa tribu parce que son fils a conclu un pacte d'alliance avec Gengis, en épousant sa fille Alaqa,,.
Un outil clé qui soutient ces réformes est l’expansion des kheshig (« garde du corps »). Après la défaite de Toghril en 1203, Gengis Khan s'approprie l'institution des kheshig. Lors du qurultay de 1206, il fait porter les effectifs de 1150 à 10 000 hommes. Le kheshig dépasse sa fonction de garde rapprochée et comporte désormais aussi le personnel de maison du Khan, une académie militaire et le centre de l'administration gouvernementale,,. Tous les guerriers de ce corps d’élite sont frères ou fils de commandants militaires et correspondent en une forme d'otages. Les membres du kheshig reçoivent néanmoins des privilèges spéciaux et un accès direct au khan, qu'ils servent et qui en retour évalue leurs capacités et leur potentiel à gouverner ou à commander,,,. Des commandants tels que Subutai, Tchormaghan et Baïdju débutent dans le kheshig avant de se voir confier le commandement de leur propre force.

#### «Grand Code de Gengis Khan»
Vers 1206, Gengis Khan laisse un recueil de lois mongoles appelé Yassa. Ce code politique et moral teinté de traditions ancestrales servira de référence à ses successeurs.

#### Consolidation des frontières

Dynastie des Xia occidentaux, dynastie Jin (jaune), dynastie Song (rouge) et royaume de Dali en 1142.

De 1204 à 1209, Gengis Khan se concentre sur la consolidation et le maintien de sa nouvelle nation. Il est confronté à un défi lancé par le chaman Kokechu, dont le père Münglig avait été autorisé à épouser Hö'elün après sa défection à Temüjin. Kokechu proclame Temüjin comme Gengis Khan et prend le titre tengriste « Teb Tenggeri » ( litt. « Totalement céleste ») en raison de sa sorcellerie. Il est très influent parmi les roturiers mongols et cherche à diviser la famille impériale,,. Le frère de Gengis, Qasar, est la première des cibles de Kokechu. Toujours méfiant envers son frère, Qasar est humilié et presque emprisonné sur de fausses accusations, avant qu'Hö'elün n'intervienne en réprimandant publiquement Gengis. Néanmoins, l'influence de Kokechu grandit et il humilie Temüge, le plus jeune frère de Gengis, lorsqu'il tente d'intervenir. Börte perçoit la menace que représente Kokechu et avertit son mari qui vénérait toujours superstitieusement le chaman. Gengis Khan permet à Temüge d'organiser l'exécution de Kokechu, puis usurpe la position du chaman comme plus haute autorité spirituelle des Mongols,.
Au début du règne de Gengis Khan, les Mongols prennent le contrôle des régions environnantes. Gengis Khan envoie Djötchi vers le nord en 1207 pour soumettre les Hoi-yin Irgen (ja), un ensemble de tribus à la lisière de la taïga sibérienne. Après avoir conclu une alliance matrimoniale avec les Oïrats et vaincu les Kirghizes du Ienisseï, il prend le contrôle du commerce des céréales et des fourrures de la région, ainsi que de ses mines d'or,. Les armées mongoles se dirigent également vers l'ouest, soumettant l'alliance Naiman-Merkit sur la rivière Irtych à la fin de 1208. Leur khan est tué et Kuchlug s'enfuit en Asie centrale,. Sous la conduite de Barchuq Art Tegin (en), les Ouïghours se libèrent de la suzeraineté des Qara Khitai et se rangent aux côtés de Gengis Khan en 1211. C'est la première société sédentaire qui se soumet aux Mongols,.

### Invasion de la Chine

#### Invasion des Xia occidentaux

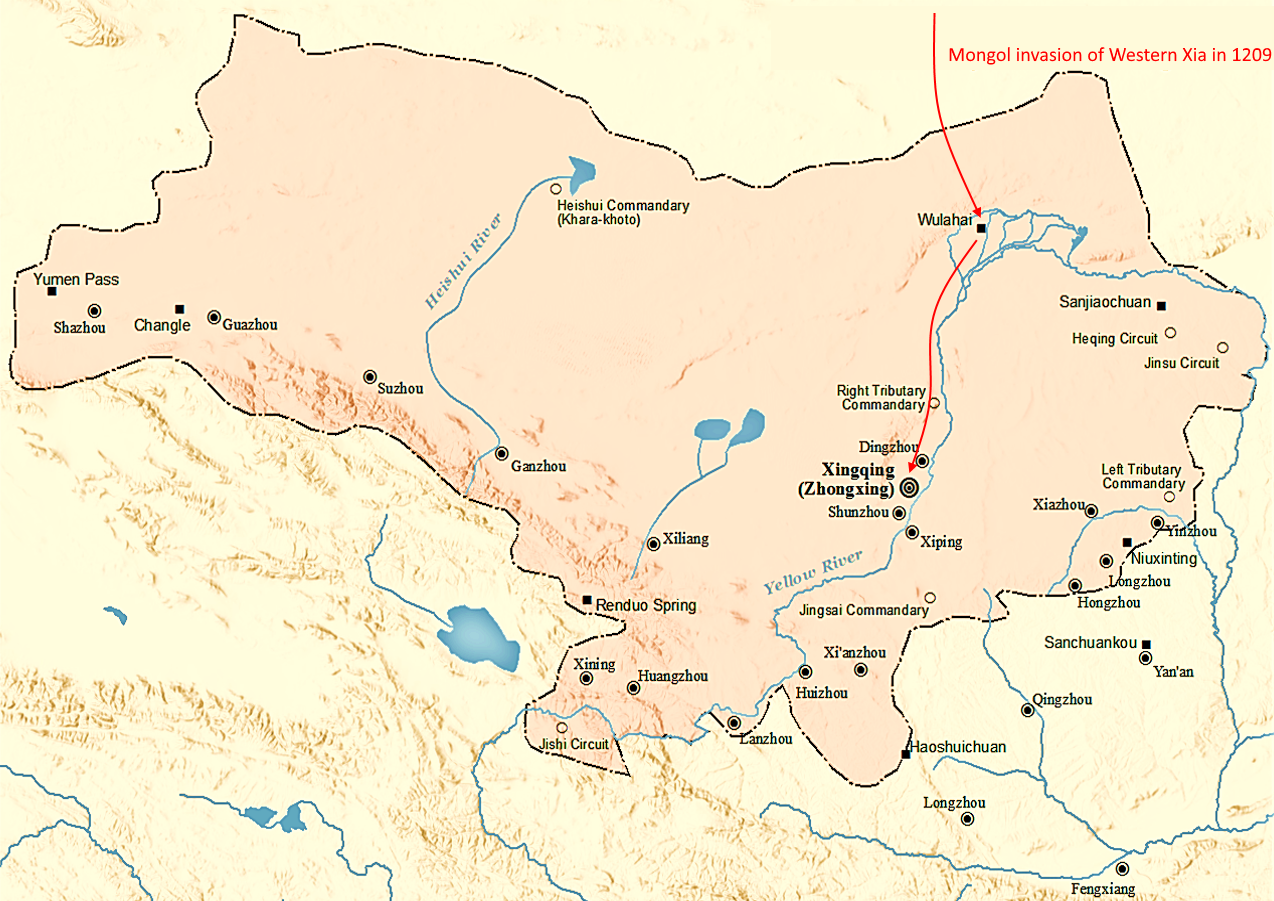
Invasion mongole des Xia occidentaux en 1209.

Dès 1205, les Mongols commencent à harceler les colonies frontalières du royaume des Xia occidentaux dirigé par les Tangoutes, apparemment en représailles pour avoir permis à Senggum, le fils de Toghril, d'y trouver refuge,. Des explications plus prosaïques incluent le rajeunissement de l'économie mongole, épuisée par un afflux de produits frais et de bétail,, ou simplement la soumission d'un État semi-hostile pour protéger la nation mongole naissante,. La plupart des troupes Xia sont stationnées le long des frontières sud et est du royaume pour se protéger des attaques des dynasties Song et Jin respectivement, tandis que sa frontière nord ne compte que sur le désert de Gobi pour sa protection,. Après un raid en 1207 qui met à sac la forteresse Xia de Wulahai, Gengis Khan décide de mener personnellement une invasion à grande échelle en 1209,.
Wulahai est à nouveau capturée en mai. Les Mongols avancent vers la capitale Zhongxing (aujourd'hui Yinchuan), mais subissent un revers face à une armée Xia. Après une impasse de deux mois, Gengis feint une retraite ; les forces Xia sortent de leurs positions défensives et sont maîtrisées,. Bien que Zhongxing soit désormais en grande partie sans défense, les Mongols manquent d'équipement de siège meilleur que des béliers rudimentaires et sont incapables de faire progresser le siège,. Les Xia demandent l'aide des Jin, mais l'empereur Jin Zhangzong refuse. La tentative de Gengis Khan de rediriger le fleuve Jaune vers la ville à l'aide d'un barrage fonctionne au départ, mais les terrassements mal construits s'effondrent, peut-être à cause des Xia, en janvier 1210 et le camp mongol est inondé, les forçant à battre en retraite. Un traité de paix est bientôt officialisé : l'empereur Xia Xiangzong (en) se soumet et remet un tribut, comprenant sa fille Chaka, en échange du retrait des Mongols,,,,.
Divers royaumes se rallient alors à Gengis Khan : les Qarluq, les Ouïghours, dont l'alphabet inspirera le mongol bitchig, alphabet encore en usage de nos jours en Mongolie-Intérieure et par certains en extérieure, les Khitans du nord (北辽, pinyin běiliáo) et les Kara Khitaï.

#### Invasion des Jin

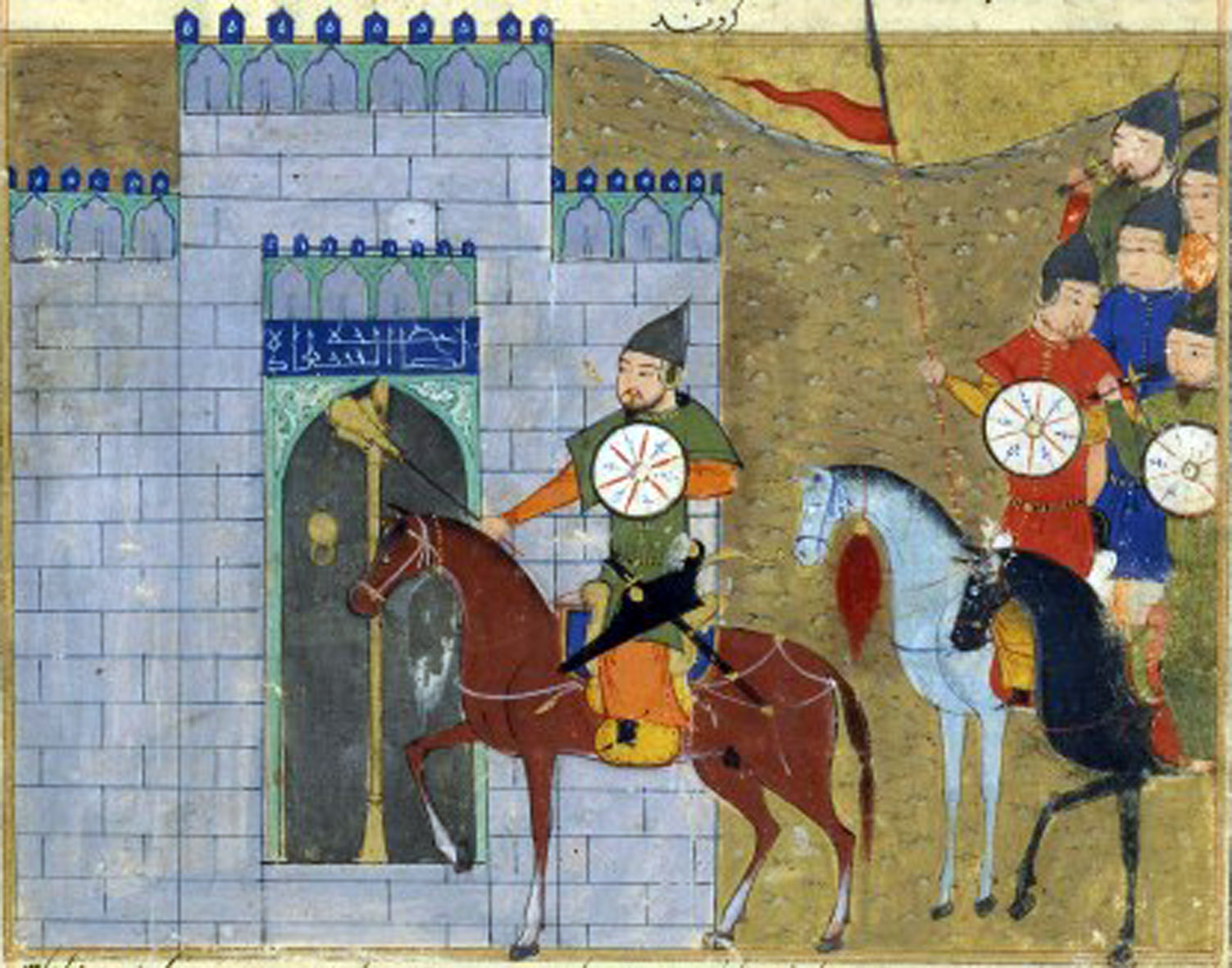
Gengis Khan entrant dans Zhongdu après sa capture en 1215.

En mai 1211, les troupes atteignent le cercle extérieur des défenses Jin. La chevauchée à trois volets vise à la fois à piller et à brûler une vaste zone du territoire Jin pour les priver de ravitaillement et de légitimité populaire, et à sécuriser les cols de montagne qui permettent l'accès à la plaine de Chine du Nord,,. À l'automne 1211, une première victoire décisive est remportée lors de la bataille de Huan'erzhui,,,. Cependant, l'invasion est interrompue en 1212 lors du siège infructueux de Xijing (aujourd'hui Datong) au cours duquel Gengis Khan est blessé,.
Lorsque le conflit reprend, en 1213, les défenses sont renforcées, mais un détachement mongol dirigé par Djebé parvient à s'infiltrer. Elle ouvre la voie vers Zhongdu (aujourd'hui Pékin),. L'administration Jin commence à se désintégrer et permet à l'armée de Gengis Khan d'entamer les négociations de paix et d'obtenir la soumission des Jin et un lourd tribut de leur part, fin 1213,,.
La cour impériale des Jin déplace sa capitale vers le sud jusqu'à Kaifeng,,, ce qui est perçu par Gengis Khan comme une tentative de regroupement militaire et une rupture de l'accord de paix,,. Selon Christopher Atwood, c'est à ce moment-là que Gengis décide de conquérir entièrement le nord de la Chine. Il remporte plusieurs victoires en 1214 et capture Zhongdu en 1215. En 1216, il repart en Mongolie en laissant à Muqali la gestion des territoires conquis.

### Expansion occidentale

#### Invasion des Kara-Khitans

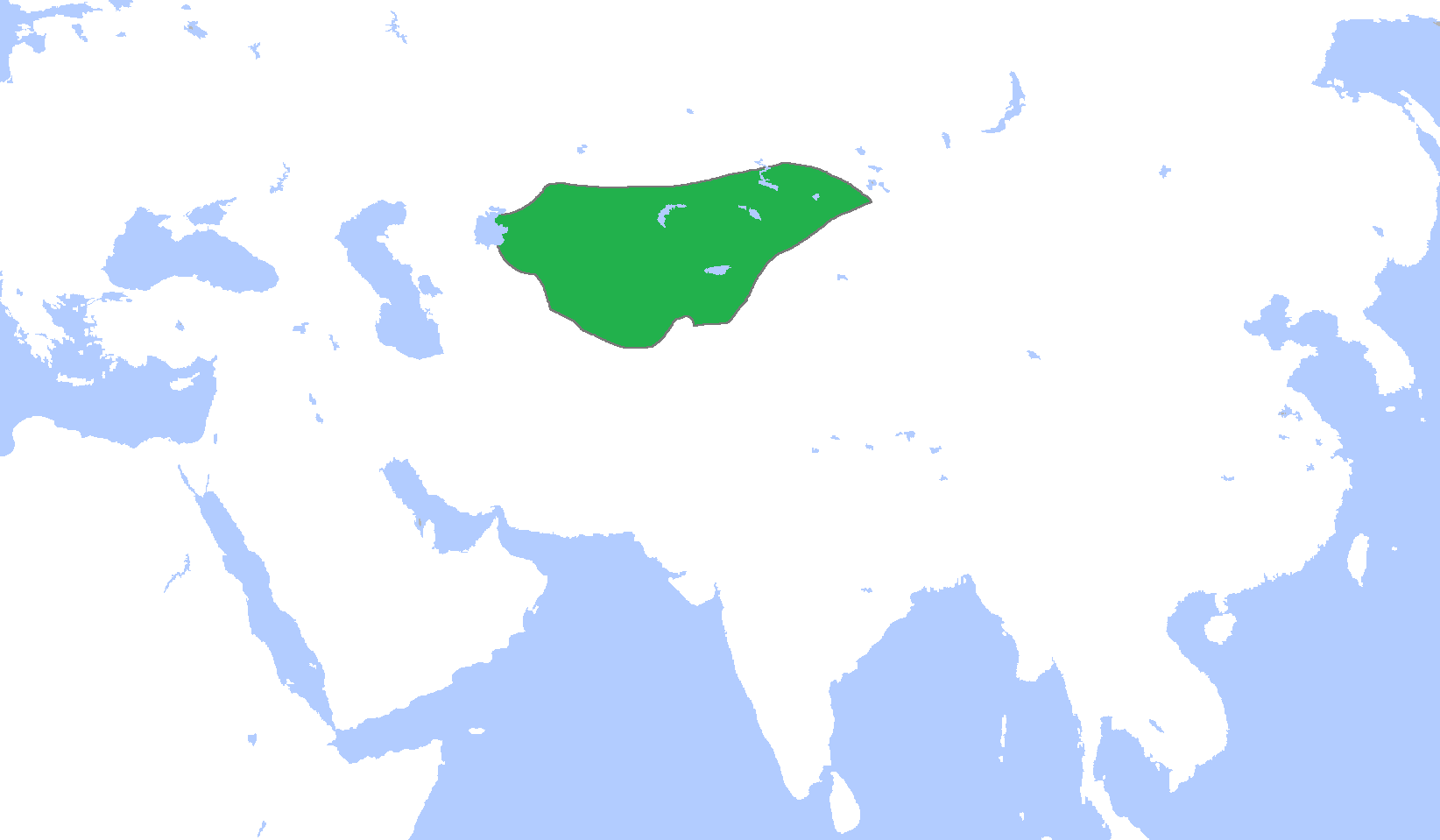
Territoire des Kara-Khitans vers 1200.

En 1207, Gengis Khan nomme Qorchi gouverneur des tribus soumises des Hoi-yin Irgen en Sibérie. Il est nommé non pas pour ses talents, mais pour les services qu'il a rendus. Cependant la tendance de Qorchi à enlever des femmes pour son harem pousse les tribus à se rebeller et à le faire prisonnier au début de 1216. L'année suivante, ils tendent une embuscade et tuent Borokhula, l'un des nökod les plus fidèles de Gengis Khan,,. Furieux de la perte de cet ami proche, il se prépare à mener une campagne de représailles. Puis, dissuadé de mener cette campagne, il envoie son fils Djötchi et son commandant Dörbet Oirat (en). Ils parviennent à surprendre et vaincre les rebelles, reprenant ainsi le contrôle de cette région économiquement importante,,.
Kütchlüg, le prince Naïman vaincu en 1204, usurpe le trône de la dynastie Qara Khitai entre 1211 et 1213. Dès sa prise de fonction, il tente de convertir de force au bouddhisme les populations islamiques,,,. Gengis Khan le considère comme une menace et envoie en 1216 Djebé avec une armée de 20 000 cavaliers dans la ville de Kashgar. Ce dernier sappe la légitimité de Kütchlüg en mettant l'accent sur les politiques mongoles de tolérance religieuse et gagne la loyauté de l'élite locale,,. Kütchlüg est contraint de fuir vers le sud, dans les montagnes du Pamir, mais est capturé par des chasseurs locaux. Djebé le fait décapiter et fait défiler son cadavre à travers le territoire des Kara-Khitans , proclamant la fin des persécutions religieuses dans la région,,,.

#### Le royaume de Khwarezm

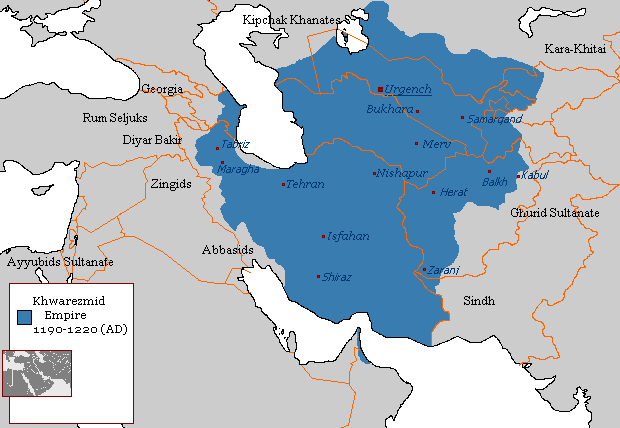
Le royaume des Khwârazm-Shahs (1190–1220).

Gengis a désormais atteint le contrôle total de la partie orientale de la route de la soie. Son territoire borde celui de l'empire khwarezmien, qui est à son apogée et règne sur une grande partie de l'Asie centrale, de la Perse et de l'Afghanistan,. Les marchands des deux côtés reprennent le commerce interrompu pendant le règne de Kuchlug. Les relations diplomatiques entre Gengis Khan débutent peu après la capture de Zhongdu, lorsque le dirigeant khwarazmien Muhammad II envoie un émissaire. Gengis Khan demande aux marchands de se procurer des textiles et de l'acier de haute qualité d'Asie centrale et occidentale,. De nombreux membres de l'altan uruq (plus haute noblesse de l'empire mongol) investissent dans une caravane particulière de 450 marchands qui part pour l'Empire Khwarazmien en 1218 avec une grande quantité de marchandises. Inalchuq (en), le gouverneur de la ville frontalière khwarazmienne d'Otrar, décide de massacrer ces marchands pour espionnage et de saisir les marchandises. Le Khwarezmchahs Muhammad II soutient l'initiative d'Inalchuq, soit par méfiance à l'égard des intentions de Gengis, soit parce qu'il ferme les yeux sur les actions d'un membre très influent de son empire,,,. Un ambassadeur mongol est envoyé avec deux compagnons pour éviter la guerre, mais il est tué par Muhammad II, relevant d'une déclaration de guerre pour Gengis Khan,,,. Cette dernière agression est remise en question par l'historien Hossein Oreizi :

« En effet, la structure de l'empire Khwarezm Chahian était basée sur le commerce. Même, Mohammad Kharazm Chah encourageait vivement le commerce et le troc, et invitait souvent à son palais les grands commerçants aussi bien nationaux qu'étrangers. Deux à trois fois par semaine, il organisait en leur honneur des fêtes royales. Donc, il est improbable qu'un tel acte soit commis. Ce n'est qu'une légende et peu crédible au point de vue historique »

— Hossein Oreizi, L'invasion de l'Iran par Gengis Khan et la conquête de Bagdad : Deux événements inséparables, Ispahan, EFE, 1972, p. 76.

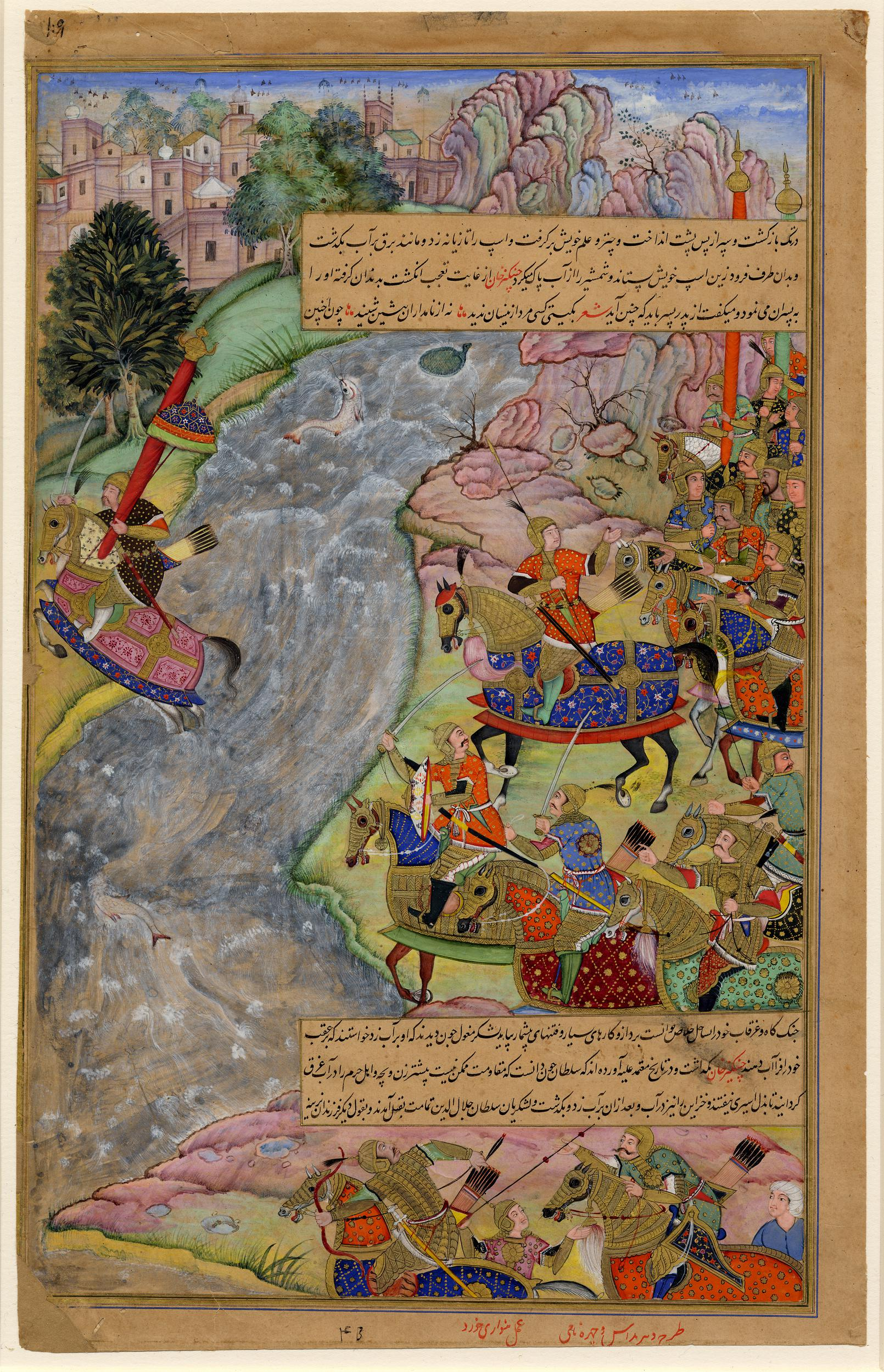
Représentation de Jalal ad-Din traversant le fleuve Indus, extraite du Jami al-tawarikh et datant de la fin du XVIIe siècle.

La ville d'Otrar est assiégée à l'automne 1219. Le siège dure cinq mois, mais en février 1220, la ville tombe et Inalchuq est exécuté,,. Gengis Khan divise ses forces, laissant ses fils Djaghataï et Ögedeï assiéger la ville, et envoie Djötchi vers le nord en descendant la rivière Syr-Daria et un autre détachement vers le sud, dans le centre de la Transoxiane. Lui et Tolui emmènent l'armée mongole principale à travers le Désert du Kyzylkoum, surprenant la garnison de Boukhara dans un mouvement en tenaille,,,. Boukhara est prise en février 1220. Gengis Khan se dirige alors vers Samarcande, qui tombe le mois suivant,. Muhammad II s'enfuit de Balkh, poursuivi par Jebe et Subutai. Il meurt de dysenterie sur une île de la mer Caspienne, à l'hiver 1220-1221, après avoir nommé son fils aîné Jalal ad-Din comme successeur,,,.
La capitale de l'empire Khwarezmien est assiégée et tombe au printemps 1221,. Jalal al-Din rassemble des forces et combat les armées de Gengis Khan, jusqu'à sa défaite décisive de la bataille de l'Indus en novembre 1221,,. En parallèle, sur ordre de Gengis Khan, Tolui mène une campagne de répression dans le Khorasan, qui aboutit à d'importantes destructions et massacres de la population. Ces actes établissent l'image de conquérant impitoyable et inhumain de Gengis Khan. Les historiens persans contemporains estiment à plus de 5,7 millions le nombre des victimes, un chiffre fortement exagéré. Les historiens modernes présentent un bilan de 1,25 million de morts,,,,.

#### Stabilisation des conquêtes et répression des rebelles

L'Empire de Gengis Khan.

En 1221, Gengis Khan interrompt soudain ses campagnes en Asie centrale. Il renonce également à ses ambitions sur l'Inde, à cause du climat défavorable aux chevaux et de présages défavorables,,. Les Mongols passent une grande partie de l'année 1222 à surmonter plusieurs rébellions au Khorasan et décident de se retirer de la région pour fixer leur nouvelle frontière sur le fleuve Amou-Daria,. Au cours de son long voyage de retour, Gengis Khan met en place une nouvelle division administrative pour gouverner les territoires conquis, nommés darughachi (commissaires, litt. « ceux qui pressent le sceau ») et basqaq (fonctionnaires locaux),. Il convoque également le patriarche taoïste Qiu Chuji dans l'Hindu Kush. Après cette rencontre, il accorde à ses disciples de nombreux privilèges, notamment des exonérations fiscales et l'autorité sur tous les moines taoïstes de l'empire, une concession que les taoïstes utilisent plus tard pour tenter d'obtenir la supériorité sur le bouddhisme,,.

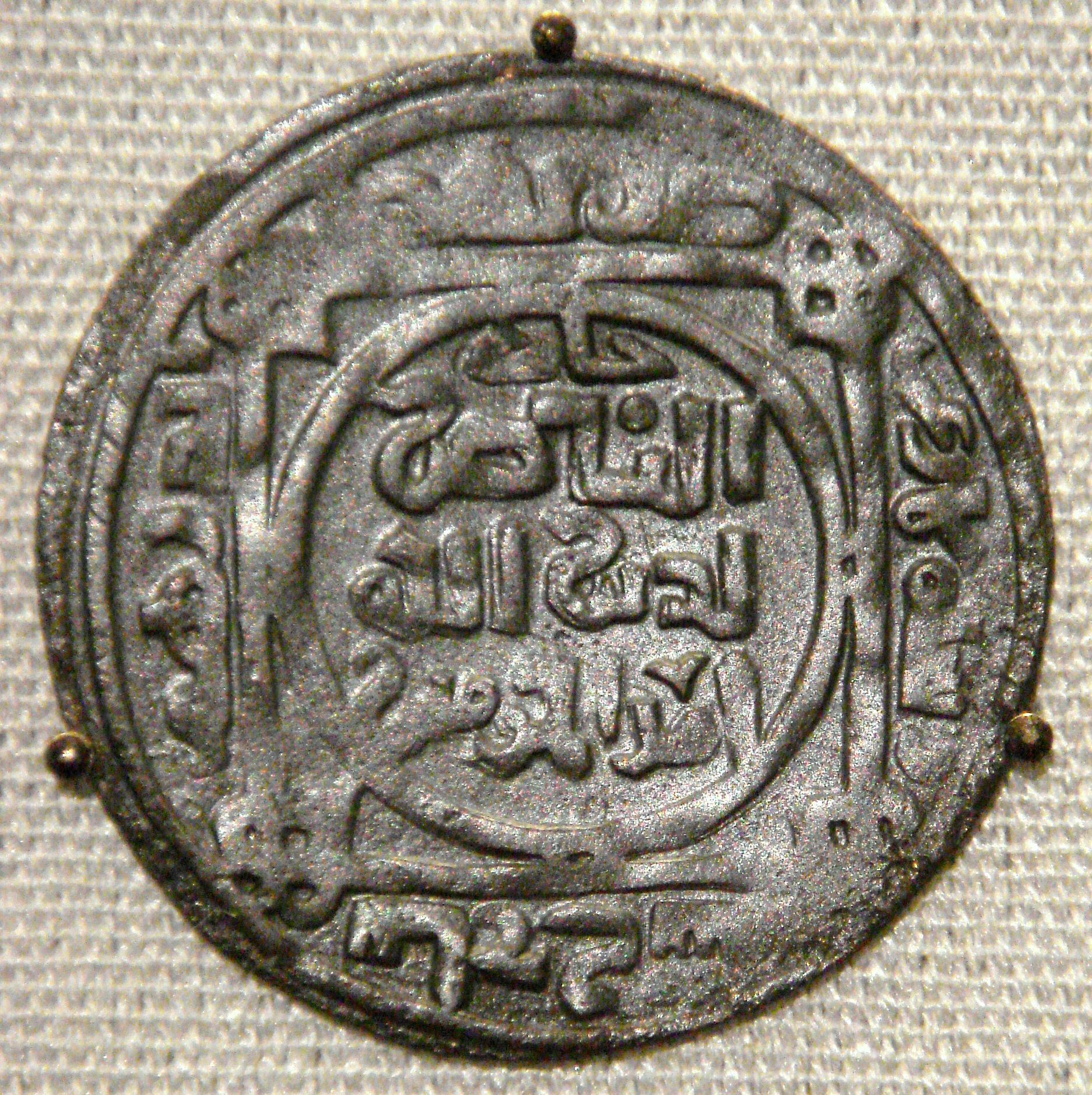
Pièce mongole « Grands Khans », frappée à Balk en Afghanistan, vers 1221.

La raison habituellement invoquée pour l'arrêt de la campagne est que les Xia occidentaux, ayant refusé de fournir des auxiliaires pour l'invasion de 1219, désobéissent également à Muqali dans sa campagne contre les Jin restants au Shaanxi,. Cette version ne fait pas l'unanimité, parce que les Xia semblent combattre aux côtés de Muqali jusqu'à sa mort en 1223, lorsque, frustrés par le contrôle mongol et sentant une opportunité avec la campagne de Gengis en Asie centrale, ils cessent de le soutenir militairement,. Dans les deux cas, Gengis Khan tente d'abord de résoudre le problème diplomatiquement, mais en l'absence d'accord avec les Xia, il finit par perdre patience,.
De retour en Mongolie au début de l'année 1225, Gengis passe l'année à préparer une campagne contre eux. Elle commence dans les premiers mois de 1226, avec la prise de Khara-Khoto à la frontière occidentale des Xia,,. L’invasion se poursuit à un rythme soutenu. Gengis ordonne que les villes du corridor du Hexi soient pillées une par une, n'accordant sa clémence qu'à quelques-unes,. En novembre 1227, après avoir traversé le fleuve Jaune en automne, les Mongols assiègent l'actuelle Lingwu, située à seulement 30km au sud de la capitale Xia Zhongxing (Yinchuan). Le 4 décembre 1227, Gengis défait les dernières forces Xia. Il confie le siège de la capitale à ses généraux, afin de se rendre au sud pour piller et sécuriser les territoires Jin,,.

### Mort et sépulture

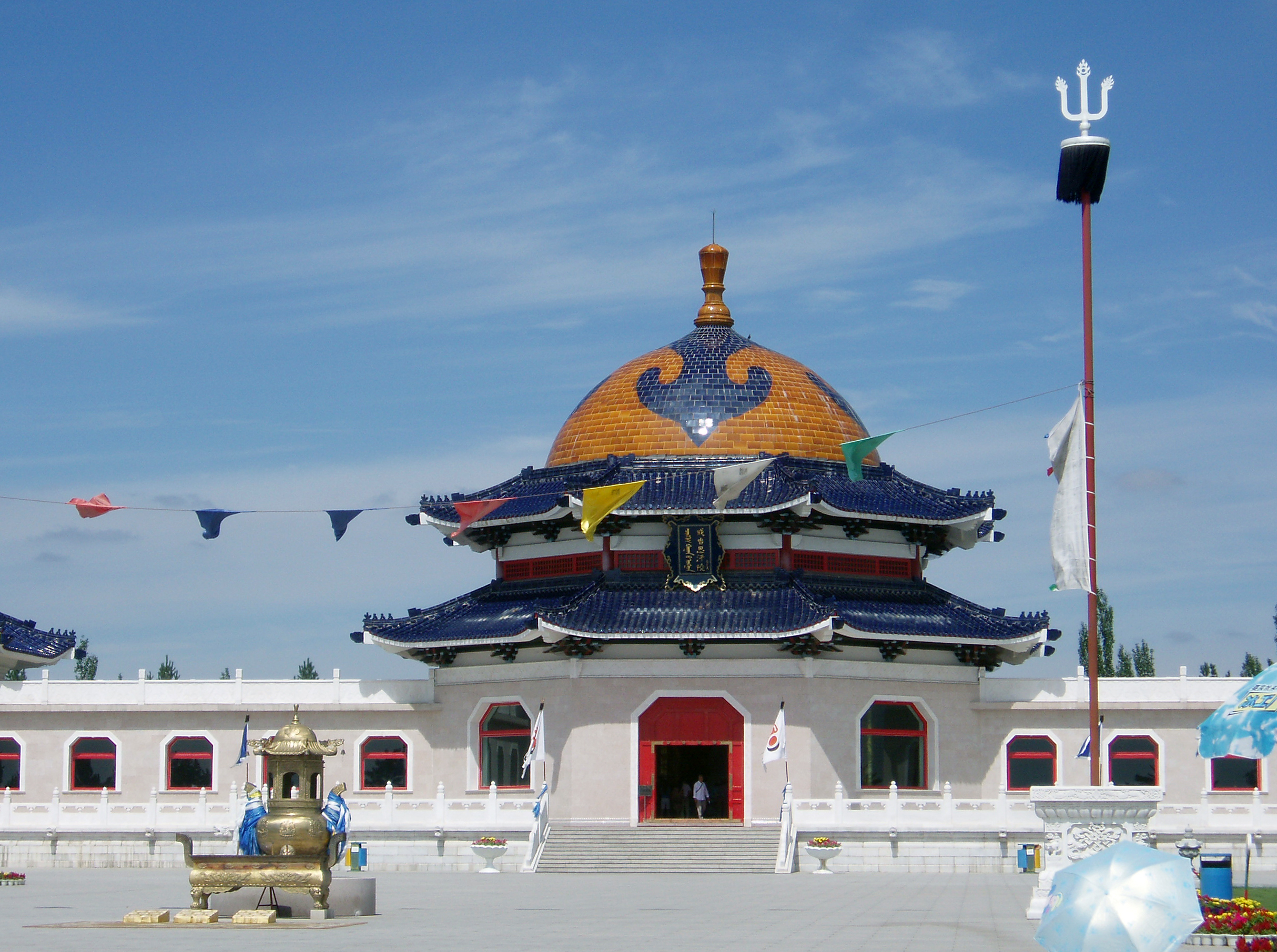
Le mausolée de Gengis Khan situé dans la région d'Ordos.

Gengis tombe de cheval lors d'une chasse durant l'hiver 1226-1227, quand un groupe d'hémiones fait irruption devant sa monture qui, de peur, se cabre et le fait chuter,. Il est de plus en plus malade au cours des mois suivants. Cela ralentit la progression du siège de Zhongxing (Yinchuan), la capitale de l'empire Tangout, dans le Ningxia. Ses fils et ses commandants l'exhortent à mettre fin à la campagne et à retourner en Mongolie pour récupérer, arguant que les Xia seraient encore là l'année suivante,. Exaspéré par les insultes du commandant en chef de Xia, Gengis Khan insiste pour que le siège soit prolongé. Il meurt le 18 ou le 25 août 1227. 
Sa mort est gardée secrète, et Zhongxing, sans en avoir eu connaissance, tombe le mois suivant. Les habitants sont massacrés, au point que la civilisation Xia subisse une forme d'ethnocide,,,,.
La cause exacte de la mort du khan fait l’objet de spéculations. Rashid al-Din et le Yuan Shi mentionnent qu'il souffre d'une maladie, peut-être le paludisme, le typhus ou la peste bubonique,. Marco Polo affirme qu'il est touché par une flèche lors d'un siège, tandis que Carpini rapporte que Gengis est frappé par la foudre. Des légendes surgissent autour de sa mort, la plus célèbre raconte comment la belle Gurbelchin, ancienne épouse de l'empereur Xia, blesse les parties génitales de Gengis avec un poignard lors d'un rapport sexuel,,.
Le corps de Gengis est transporté en Mongolie, et enterré sur ou à proximité du pic sacré Burkhan Khaldun, dans les montagnes Khentii, sur un site qu'il aurait choisi des années auparavant,. Les détails du cortège funèbre et de l'enterrement ne sont pas rendus publics, et la montagne est déclarée ikh khorig (litt. « Grand Tabou » ; c'est-à-dire zone interdite). Lorsque Ögedei monte sur le trône en 1229, la tombe est honorée par trois jours d'offrandes et le sacrifice de trente jeunes filles,,,. Ratchnevsky émet l'hypothèse que les Mongols, qui n'ont aucune connaissance des techniques d'embaumement, auraient enterré le khan dans l'Ordos, pour éviter que son corps ne se décompose dans la chaleur estivale alors qu'il est en route vers la Mongolie. Atwood rejette cette hypothèse,.

## Succession

### Désignation du successeur

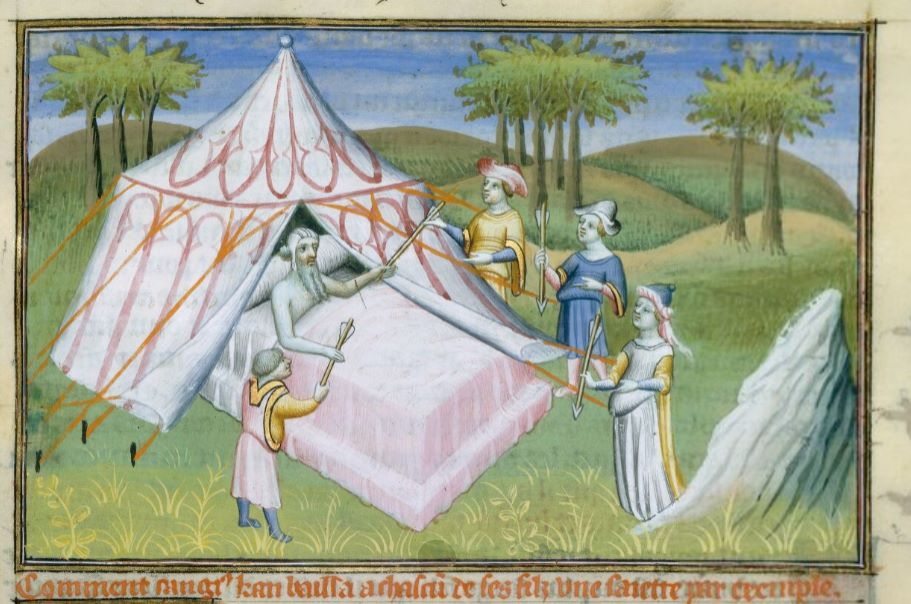
Genghis Khan sur son lit de mort, dans Le Livre de Marco Polo.

Les tribus de la steppe mongole n'ont pas de système de succession fixe, mais ont souvent recours à une forme d'ultimogéniture (succession du plus jeune fils) en ce qui concerne les biens, car le plus jeune aurait moins eu l'occasion d'en acquérir Ce type de succession ne s'applique pas aux titres,.

L'Histoire secrète rapporte que Gengis aurait choisi son successeur lors des préparatifs de l'invasion khwarazmienne en 1219 ; Rashid al-Din, d'autre part, affirme que la décision est prise avant la campagne finale de Gengis contre les Xia,.

« Nos descendants se vêtiront d'habits dorés, mangeront des mets gras et sucrés, monteront d'excellents coursiers, presseront dans leurs bras les plus belles femmes et oublieront qu'ils nous le doivent. »

— Gengis Khan, d'après l'historien persan Rachid al-Din.
Le Khagan successeur ne peut avoir de réelle légitimité que s'il est du même sang que Gengis Khan, ce qui limite donc les successeurs potentiels à la seule famille du dernier Khagan. Quelle que soit la date, il y a cinq candidats possibles : les quatre fils de Gengis Khan et son plus jeune frère Temüge, dont la faible prétention n'est pas sérieusement prise en considération. Gengis Khan ne se préoccupe initialement pas de la potentielle illégitimité de Djötchi,,, cependant ils se sont éloignés durant les dernières années de vie. Djötchi concentre effectivement ses actions au sein de son propre apanage, dans son Ulu (administration territoriale) qui deviendra la Horde d'Or. De plus, durant l'invasion du Khwarezm, il semble effectuer un mauvais partage du butin, en défaveur de Gengis Khan,. Enfin, il l'irrite définitivement en 1223 lorsqu'il refuse de revenir en Mongolie pour un qurultay, si bien que Gengis Khan envisage d'envoyer Ögedei et Djaghataï pour le remettre au pas,.

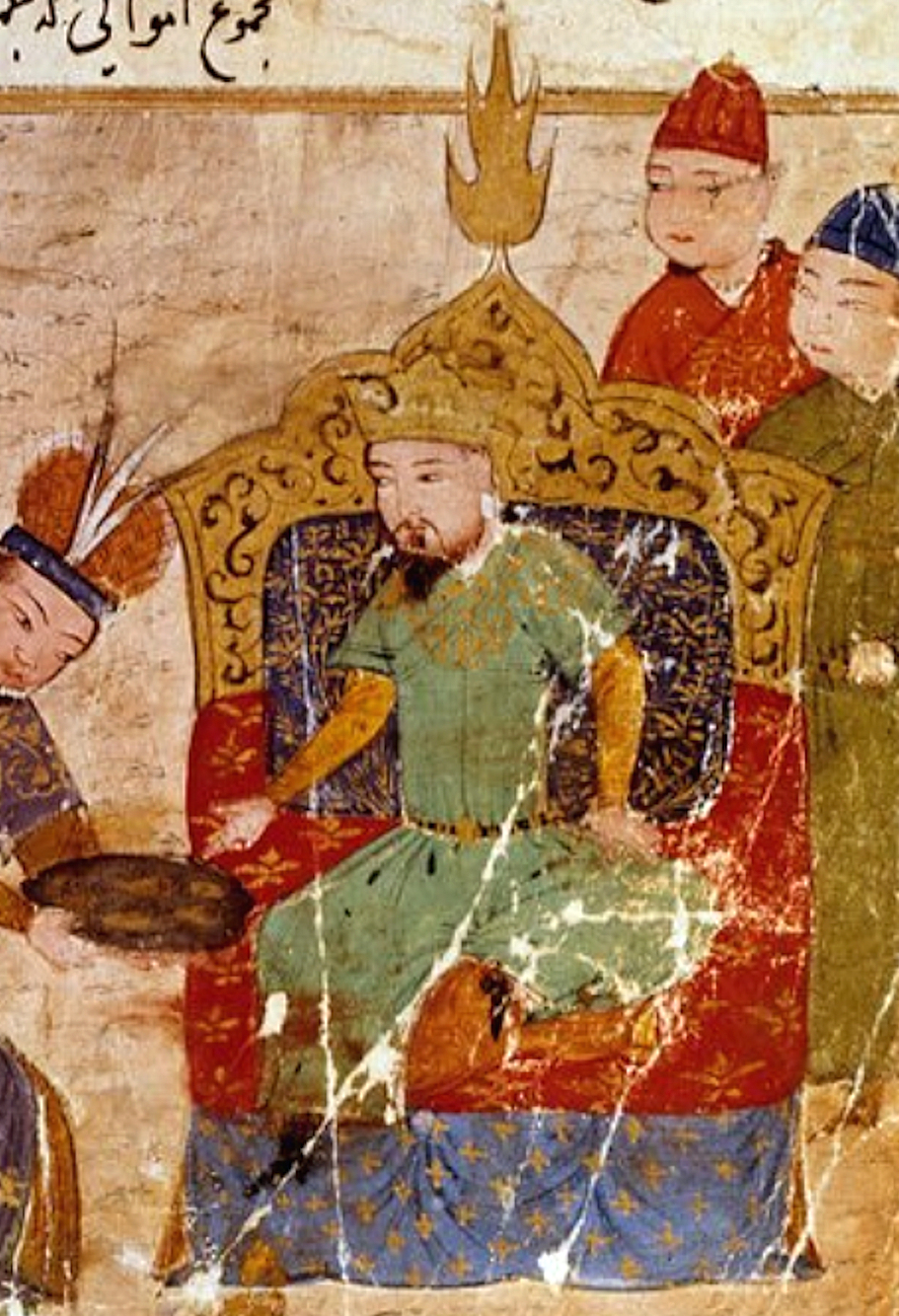
Courronnement d'Ögedei, troisième fils et successeur de Gengis Khan.

L'attitude de Djaghataï à l'égard de Djötchi, qu'il considère comme un « bâtard de Merkit », pose également problème. Elle pousse Gengis à l'écarter de la succession malgré sa grande connaissance des coutumes juridiques mongoles,. Des deux candidats restants, Tolui est supérieur sur le plan militaire à Ögödei, qui a beaucoup moins de succès sur les champs de bataille,. Ögedei est également connu pour boire de manière excessive, même selon les normes mongoles,. Cependant, il possède des talents qui manquent à tous ses frères : il est généreux et populaire. Conscient de son manque de compétences militaires, il fait confiance à ses subordonnés, et contrairement à ses frères aînés, il sait faire des compromis. Il est également plus susceptible de préserver les traditions mongoles que Tolui, dont l'épouse Sorghaghtani, une chrétienne nestorienne, est la protectrice de nombreuses religions, dont l'islam. En conséquence, le choix de Gengis Khan porte finalement sur Ögödei, cependant, il convient de faire approuver cette succession au sein d'un qurultay,,,.

Devenu régent après la mort de Gengis, Tolui établit un précédent pour les traditions coutumières après la mort d'un khan : il déclare l'arrêt de toutes les offensives militaires impliquant les troupes mongoles, l'instauration d'une longue période de deuil supervisée par le régent, et la tenue d'un kurultai qui nomme les successeurs et les sélectionne,. Selon certains historiens, le délai que met Tolui à organiser le qurultay est motivé par le pouvoir détenu par sa régence,. Cependant, Tolui est convaincu par son conseiller Yelü Chucai de réunir l'assemblée. En conséquence, en 1229, Ögödei est courronné Khan de l'Empire Mongol,.

### Ulusdes fils de Gengis Khan
- Empire mongol

Évolution de l'empire mongol.
Empire mongol
En 1294 l'empire a été scindé en :
Horde d'or
Khanat de Djaghataï
Houlagides
Empire du Grand Khan (Dynastie Yuan)

Les quatre fils de Gengis Khan participent aux campagnes de leur père et occupent donc des rôles de première importance dans l'empire. Si Ögödei devient Khagan, ses trois frères deviennent Khan de différents Khanats et territoires administratifs mongols, nommés Ulus.
À partir de 1260, l'Empire Mongol se divise en quatre ulus :
- au nord-ouest, les steppes russes, territoire de la Horde d'or (aussi nommée Ulu de Jochi) où règnent les descendants de Djötchi ;
- au sud-ouest, l'Ilkhanat de Perse dirigé par les descendants de Hülegü, fils de Tolui ;
- au centre, le khanat de Djaghataï, fief des descendants de Djaghataï ;
- à l'est, englobant la Mongolie, la Chine des Yuan, dynastie fondée par Kubilai Khan.

Les descendants de Gengis Khan étendent l'influence de l'Empire Mongol jusqu'à son apogée en 1279. Selon Stephen Pow, les contacts et le commerce exercés avec les tribus septentrionales de la Sibérie pourraient indiquer que l'étendue territoriale intègre également des régions au Nord de l'Empire Mongol ; Le Livre de Marco Polo place aussi à l'océan Arctique l'extension de l'empire de Qubilaï, lequel « envoie jusque-là quand il veut des faucons pèlerins des nids ». L'extension maximale de l'Empire fait encore débat, mais l'estimation de 24 000 000 km2 est la plus corroborée,.

## Famille

### Frères et sœur
Temüjin avait trois frères et une sœur légitimes, et deux demi-frères issus des concubines de Yesügei (en italique) :
- Qasar (frère) ;
- Qachi'un (frère) ;
- Temüge (frère) ;
- Temülun (sœur) ;
- Bekter (demi-frère) ;
- Belgütei (demi-frère).

### Mariage et enfants

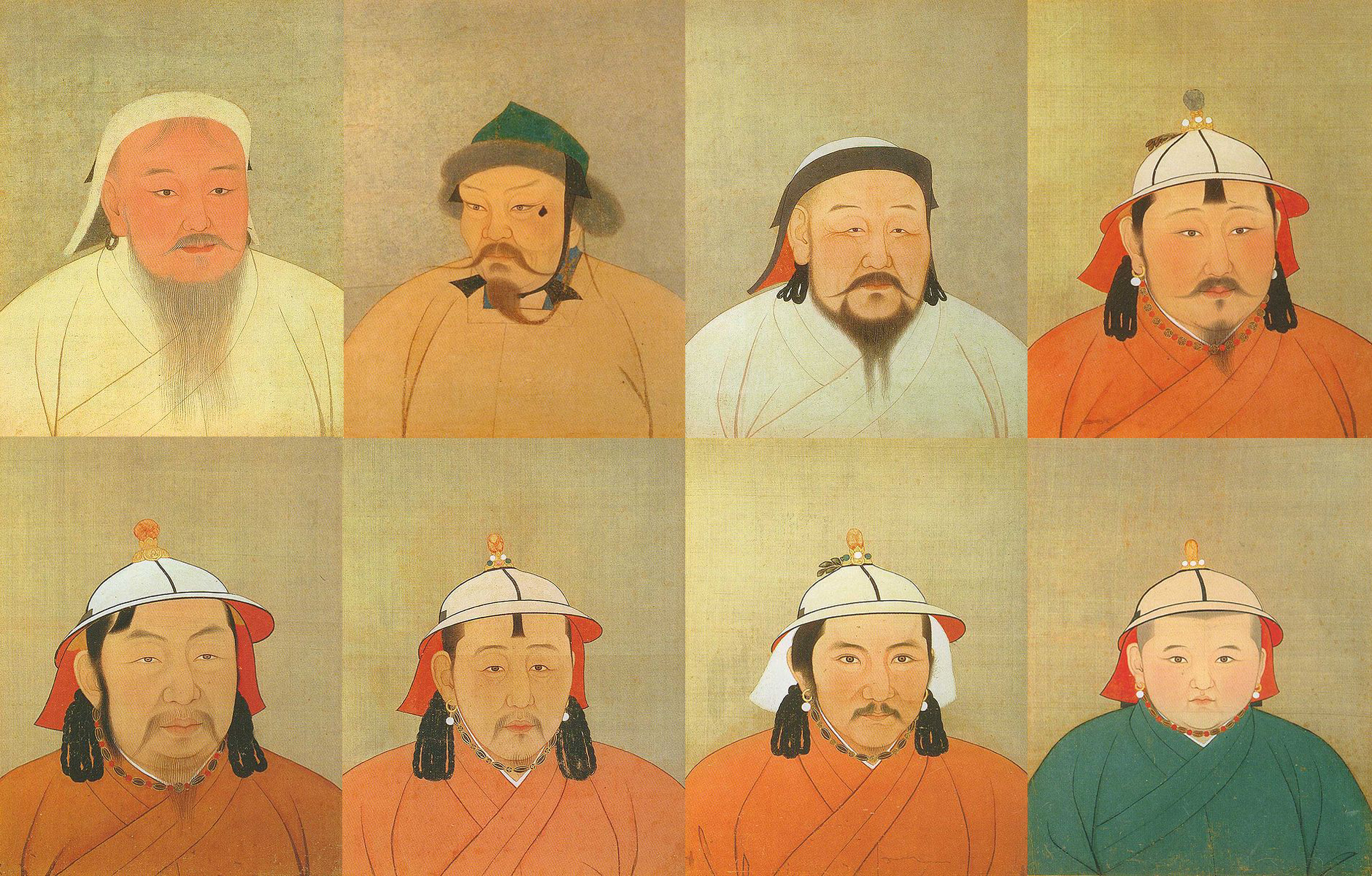
Gengis Khan et sept de ses successeurs, Portraits en buste des empereurs de la dynastie Yuan, par Anonyme, dynastie Yuan (1271–1368)

On lui connait huit épouses et au moins une concubine, de ses épouses et concubine, il a 14 enfants.
Épouse principal, Borte, fille de Dei Seichen, Onggirat, et de Tchotan ; épousée en 1180 ; morte après 1206 / 1207, avec qui il eut quatre fils et cinq filles :
- Khojen Beki, née vers 1179 ; fiancée en 1202 à Tusakha, fils de Senggum, fils d'Ong Khan, Khagan des Tatars; mariée avant 1206 avec Butu, fils de Nekün, aristocrate Ikires et veuf de Temülün [285];
- Djötchi (1182–1227) (paternité incertaine) [286];
- Djaghataï (1184 —1241) [287];
- Ögödei (1186 — 1241) [287];
- Checheyigen, née en 1188 ; mariée en 1207 avec Törölchi, fils de Quduka beki, roi des Oïrats[287].
- Alaqai Beki (mongol en écriture cyrillique : Алага Бэхи, Alaga Bekhi), née vers 1187/1190, mariée avec[287] :
  - 1re en 1207 avec Alaqush Digit Quri, Khan des Ongüt, mort en 1211,
  - 2e en 1211 avec Jingue, neveu de Alaqush Digit Quri, mort en 1221,
  - 3e avec Boyaohe, fils d'Alaqush Digit Quri ;
- Tolui (1191 – 1232) [288];
- Tümelün, née en 1192 ; mariée avant 1206 avec Chigu, fils d'Anchen, fils de Dei Sechen, aristocrate Onggirat [287];
- Al-Altan ou Altalun, (1196-après 1246) ; mariée [289]:
  - 1re avant 1206 avec Olar, aristocrate Olqunu'ut,
  - 2e avec Taichu, fils d'Olar, aristocrate Olqunu'ut,
  - 3e après 1227 (fiancée 1209) Barshuq Art Tegin, roi des Ouïghours ;

#### Épouses secondaires
- Il épouse en 1201 Yisugen, la fille du défunt Yeke Ce'erun, un prince Tatar, avec qui il eut un fils[290] :
  - Cha'ur, (né vers 1202 - décédé vers 1210), sixième fils;

- Il épouse fin 1201 / début 1202, Yesui (? - décédée après 1226), sœur ainée de Yisugen[290].

- Il épouse en 1204 Ibaqa Beki, fille de Jakha Gambhu[290].

- Il épouse en 1205 Gürbesu, veuve de Tayan Khan[290].
  - Peut être Shu'erche, (v.1208 - mort jeune), huitième fils;

- Il épouse en 1205 Khulan, fille de Dayir Usun, seigneur Merkit des U'as[290].
  - Kölgen, (v.1206 - 1238), septième fils;

- Il épouse en 1209 Chahe, fille de l'empereur Xiangzong[290].

- Il épouse en 1212 Qiguo, fille de l'empereur Jin Weishaowang[290].

#### Concubines
- Heda'an, fille de Sorqan Shira;

- Une concubine au nom inconnu ;
  - Uruchi, (v.1195 - 1211/3), cinquième fils.

- Une concubine au nom inconnu ;
  - Il-Altun, (v.1210 - 1229), fiancé à Barjuk, un prince Ouïghours[a 5].

### Étude sur les descendants
Tatiana Zerjal et d'autres chercheurs déclarent en 2003, avoir identifié une lignée de chromosome Y sur environ 8 % des hommes d'une grande partie de l'Asie (soit environ 0,5 % du total mondial des hommes). L'étude démontre que la forme des variations génétiques trouve son origine il y a 1 000 ans en Mongolie. Une expansion aussi rapide n'a pas pu se faire par simple dérive génétique mais par sélection naturelle. Les auteurs supposent que cette lignée est portée par des descendants de Gengis Khan et qu'elle s'est répandue par sélection sociale.
En plus des Khanats et d'autres descendants, la mère de l'empereur moghol Bâbur était une descendante de Gengis Khan. Tamerlan, chef militaire turco-mongol du XIVe siècle, prétendit aussi descendre de Gengis Khan.

## Personnalité

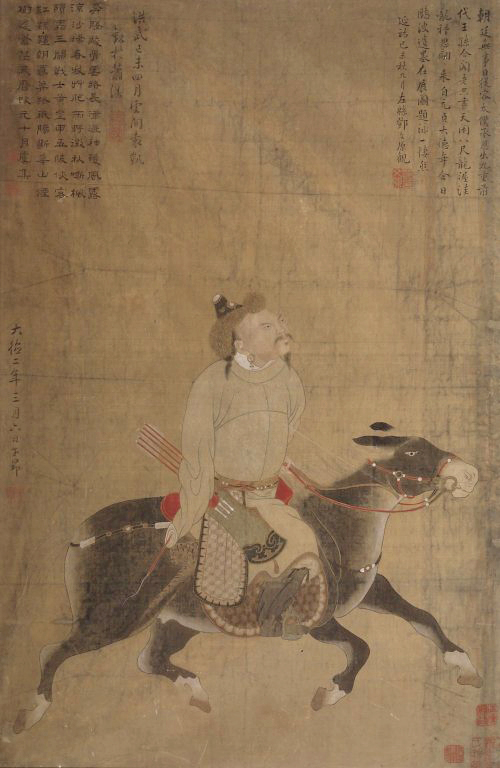
Portrait de Gengis Khan, 1644.

La principale source de richesse des steppes est le pillage après la bataille, dont un chef réclame normalement une grande part. Gengis évite cette coutume de partage, choisissant plutôt de diviser le butin de manière égale entre lui et tous ses hommes,. N'aimant pas le luxe, il promeut la vie simple du nomade dans une lettre à Changchun, et s'oppose à ce qu'on lui adresse des flatteries obséquieuses. Il encourage ses compagnons à s'adresser à lui de manière informelle, à lui donner des conseils et à critiquer ses erreurs. 
L'ouverture de Gengis à la critique et sa volonté d'apprendre l'amènent à rechercher les connaissances des membres de sa famille, de ses compagnons, des États voisins et des ennemis,,. Il recherche et obtient des connaissances sur les armes sophistiquées en provenance de Chine et du monde musulman. Il adopte l'alphabet ouïghour avec l'aide du scribe capturé Tata-tonga, et emploie de nombreux spécialistes dans les domaines juridiques, commerciaux et administratifs,. Il comprend également la nécessité d'une succession en douceur. Les historiens modernes s'accordent à dire qu'il a fait preuve de bon jugement dans le choix de son héritier,.
Gengis Khan aime beaucoup se venger de ses ennemis – ce concept est au cœur de l'achi qari'ulqu ( litt. « un bien pour un bien, un mal pour un mal »), le code de justice des steppes. Dans des circonstances exceptionnelles, comme lorsque Mohamed II du Khwarazm exécute ses envoyés, le besoin de vengeance l'emporte sur toute autre considération,,.
Les traditions animistes des Mongols sont assez profondes. La relative absence de pratiques religieuses ne masque pas leur attachement à Tengri, le dieu du Ciel. Certains auteurs rapportent que Gengis Khan est un strict monothéiste, qui fait preuve d'une grande tolérance vis-à-vis des autres croyances.
Gengis Khan croit que la divinité suprême Tengri lui prévoit un grand destin. Au début, les frontières de cette ambition se limitent à la Mongolie, mais à mesure que les succès s'accumulent, et que la portée de la nation mongole s'étend, lui et ses partisans se mettent à croire qu'il est incarné par suu ( litt. « Grâce divine »). Convaincu d’un lien intime avec le Ciel, ceux qui ne reconnaissent pas son droit au pouvoir mondial sont traités comme des ennemis. Ce point de vue permet à Gengis Khan de rationaliser tout moment d'hypocrisie ou de duplicité de sa part, comme l'exécution de partisans dont la loyauté faiblit,.

## Postérité

### Influence sur l'histoire militaire

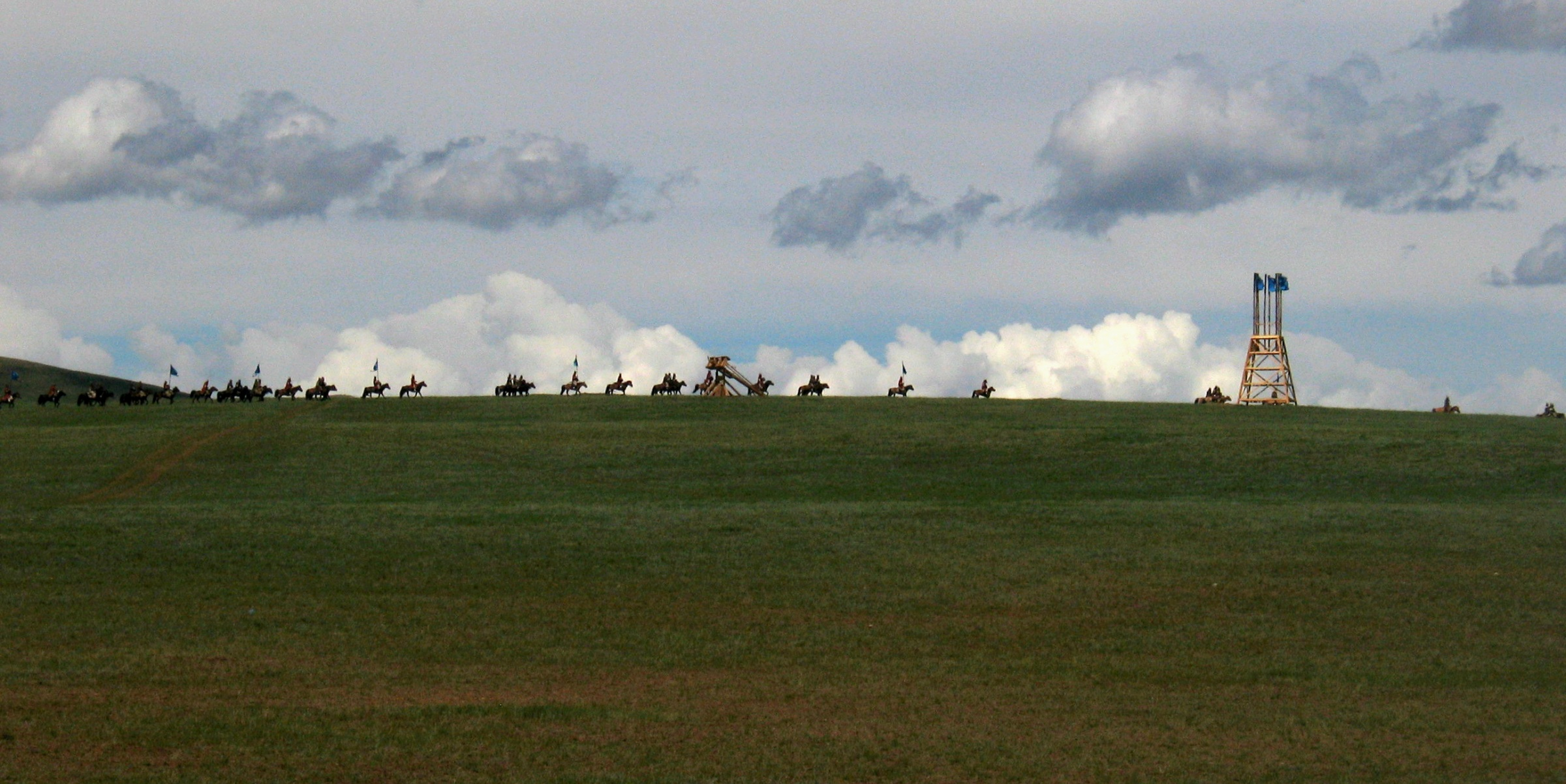
Reconstitution historique d'un mouvement militaire mongol.

Bien qu'il soit aujourd'hui célèbre pour ses conquêtes militaires, on sait très peu de choses sur la carrière militaire personnelle de Gengis Khan. Ses compétences sont davantage adaptées à l’identification de commandants potentiels,. Sa réforme socio-militaire, qui instaure une chaîne de commandement méritocratique, donne à l'armée mongole une supériorité militaire, même si elle n'est pas innovante sur le plan technique ou tactique,. L'armée de Gengis Khan est caractérisée par sa discipline draconienne, sa capacité à recueillir et à utiliser efficacement des renseignements militaires, sa maîtrise de la guerre psychologique et sa volonté d'être totalement impitoyable,,,.
Gengis Khan reprend et met en exergue les atouts des Mongols, ce qui sera la base des conquêtes mongoles. Mais Gengis Khan participe en de nombreux points au développement de nouvelles stratégies et tactiques de combat.

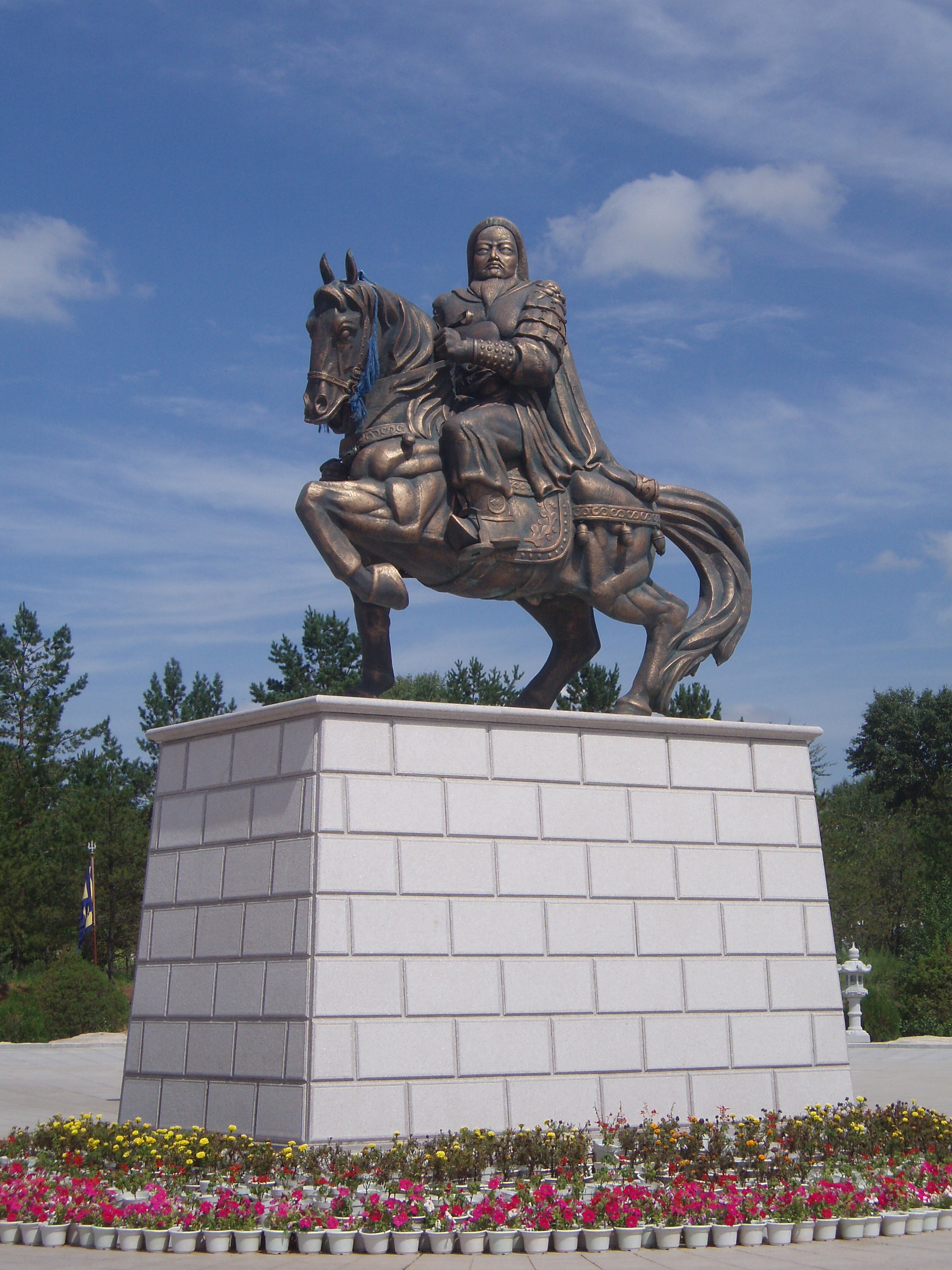
Statue de Gengis Khan devant son mausolée.

L'armée repose sur un système décimal, sans doute d'origine achéménide, le « tümen », les armées étant divisées en groupes de 10, 100, 1 000 et 10 000 hommes. Les liens étroits des clans mongols sont adaptés aux unités de combat, mettant l'accent sur le collectif avec les recrues au centre et les vétérans sur les ailes.
Dès 1217, Gengis s'intéresse au problème des attaques des places fortifiées. Aidés par des artilleurs chinois qu'il forme en corps d'armée, ils mettent progressivement au point les techniques qui feront d'eux de redoutables meneurs de sièges, en particulier grâce à la poudre à canon.
L'arc réflexe (très ressemblant à un arc recourbé), précis et maniable, est réputé être l'arc le plus efficace.
Les chevaux originaires des steppes sont endurants. Ils peuvent parcourir jusqu'à 100 kilomètres par jour en conditions optimales. Ils se nourrissent facilement de ce qu'ils trouvent. Les campagnes d'hiver sont préférées, les chevaux étant reposés et rassasiés.
Les soldats disposent de plusieurs chevaux, généralement au moins trois, afin d'avoir une monture fraîche toujours disponible.
La tactique, loin des clichés de hordes barbares, est très travaillée. Évitant les grands affrontements, ils préfèrent le harcèlement pour démoraliser l'adversaire. Ainsi, une technique appliquée est la charge directe avec un repli avant le contact, simulant une fuite. Les ennemis se lancent de manière désordonnée à la poursuite des fuyards en rompant la formation. Une fois arrivés sur un terrain favorable, les cavaliers mongols décochent des flèches par-dessus leur épaule, décimant les adversaires. Cette technique de tir sera appelée « flèche de Scythe ou du Parthe ».

### Perceptions de Gengis Khan

#### Perception négative

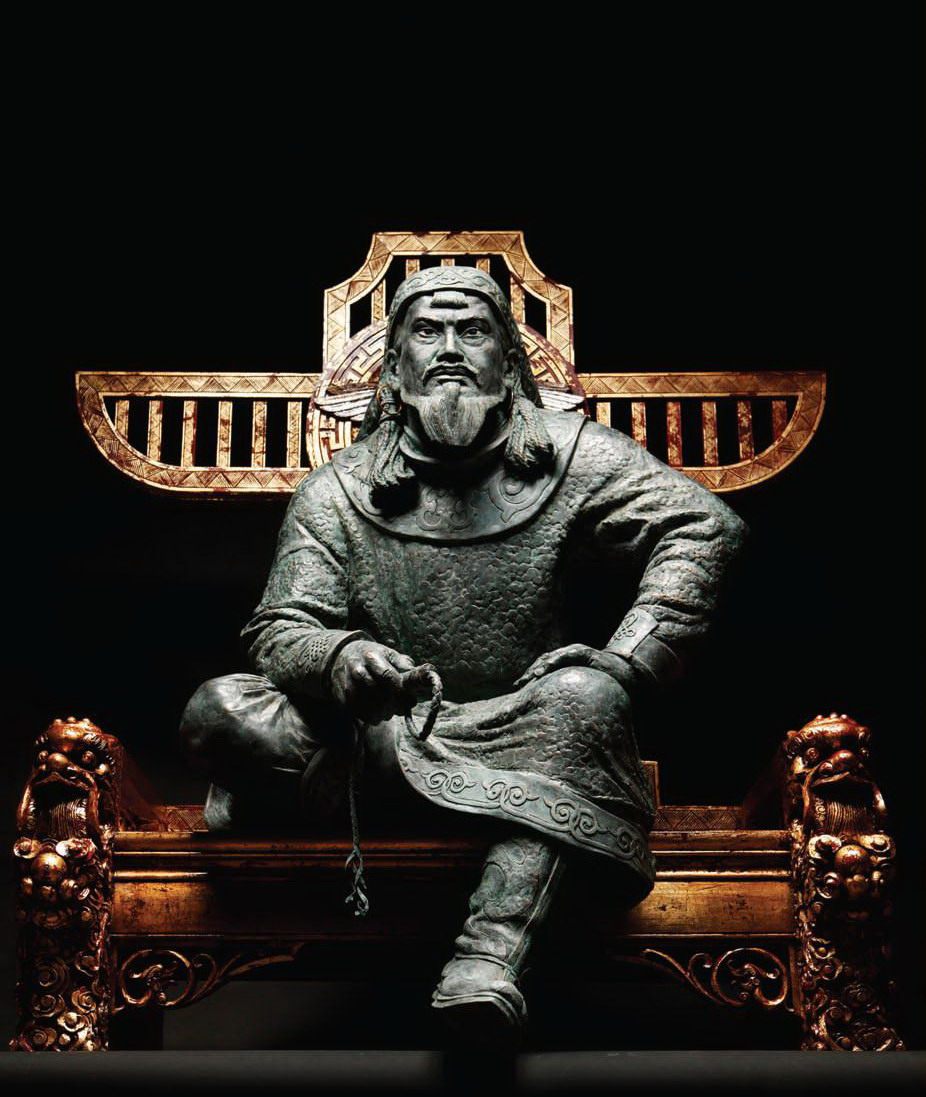
Représentation de Gengis Khan, 2008, par.

En Irak et en Iran, il est vu comme un chef de guerre sanguinaire et génocidaire qui a causé d'immenses destructions. Un descendant de Gengis, Hulagu Khan, ravagera une grande partie du nord de l'Iran. Il est l'un des conquérants les plus haïs des Iraniens, avec Alexandre le Grand et Tamerlan,.
Il en est de même en Afghanistan, au Pakistan ainsi que dans d'autres pays non turcs à majorité musulmane, bien que dans certains pays il faille nuancer le tableau. On raconte que l'ethnie des Hazaras d'Afghanistan descend d'une grande garnison mongole qui stationnait autrefois sur leur terre d'origine. Les destructions de Bagdad et de Samarcande ont causé des massacres, et le sud du Khuzestan a été anéanti. En Russie, en Ukraine, en Pologne et en Hongrie, Gengis Khan, ses descendants et les Mongols et/ou Tatars sont généralement décrits comme de grands destructeurs.
Aujourd'hui, Gengis, ses descendants, ses généraux et les Mongols restent connus pour leurs forces militaires féroces, leur endurance, leur cruauté et leurs conquêtes destructrices, qui sont inscrites dans les livres d'Histoire du monde entier.

#### Perception positive

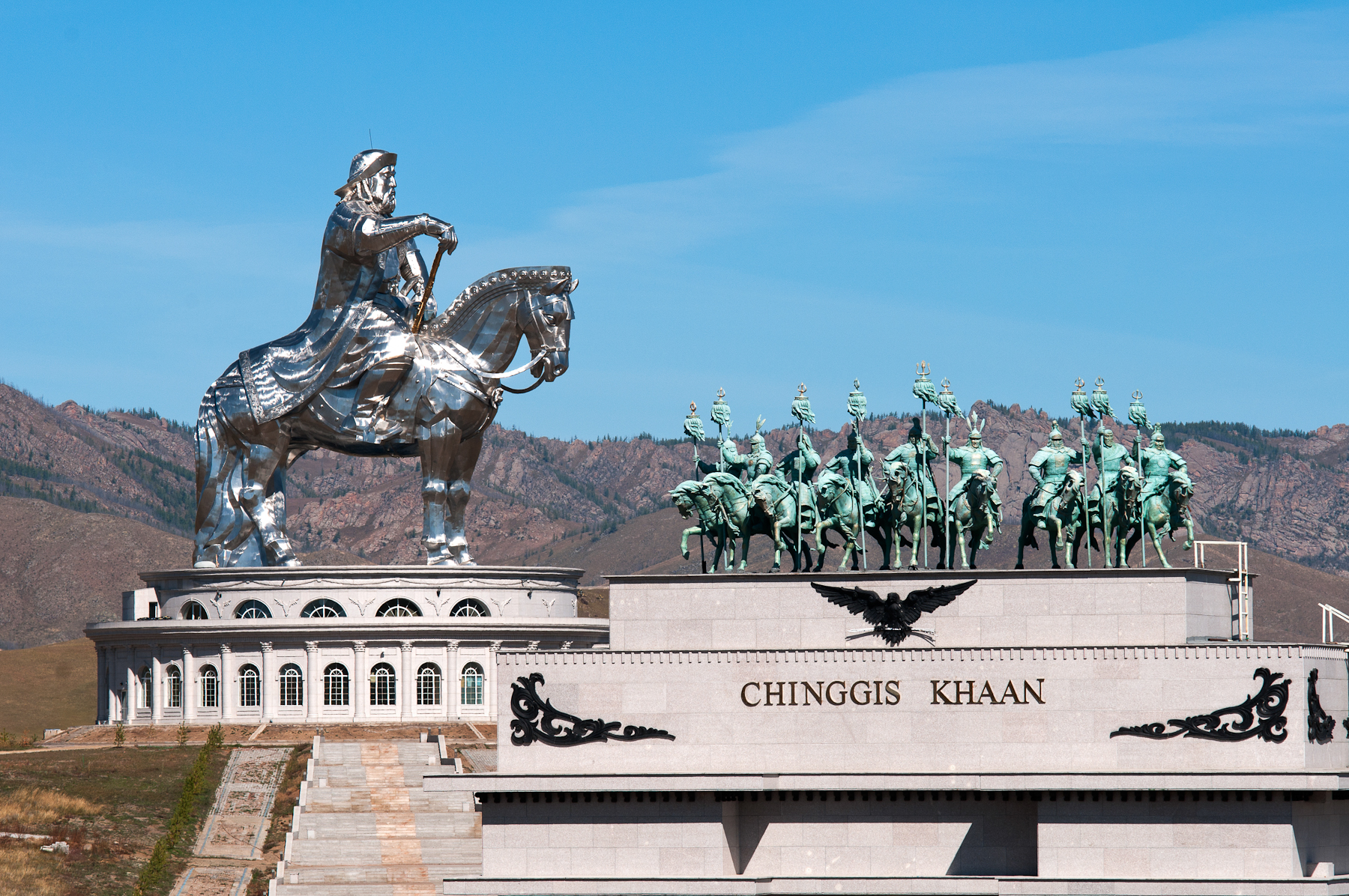
Statue équestre de Gengis Khan de 40m de haut érigée en 2008 au bord de la rivière Toula.

La perception négative de Gengis Khan est donc très répandue. Si beaucoup d'historiens citent souvent sa cruauté et les destructions provoquées par ses troupes, d'autres mettent l'accent sur les aspects positifs de ses conquêtes. Il est parfois crédité d'avoir doté la route de la soie d'un système politique cohérent. Ce système aurait ainsi facilité les communications et le commerce entre le monde occidental, le Moyen-Orient et l'Asie, en étendant les horizons de chacun. Plus récemment, des historiens ont remarqué que Gengis Khan avait instauré des niveaux de méritocratie, et qu'il semblait assez tolérant envers les religions.
De même, il a mis en place des règles protégeant les femmes, afin de limiter les tensions entre hommes et entre tribus. Ainsi, l'interdiction d'enlever des femmes, de les vendre et de pratiquer l'adultère sont mises en place sous son empire.
Aujourd'hui, en Turquie, on voit en Gengis Khan un grand chef militaire et beaucoup de garçons sont nommés en son honneur.

#### Gengis Khan comme symbole de la Mongolie

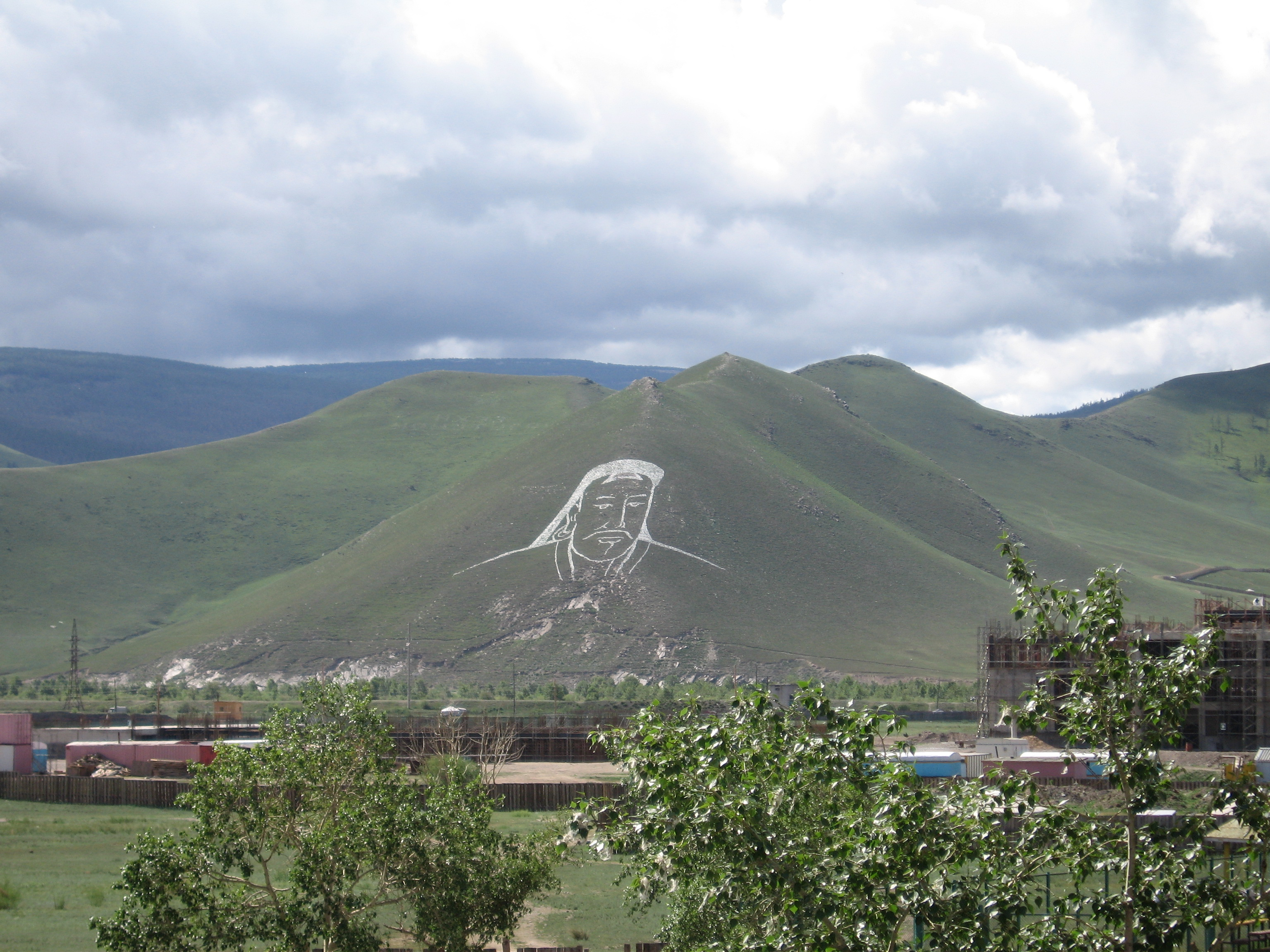
Portrait sur la pente d'une colline près d'Oulan-Bator, 2006.

Gengis Khan a longtemps été immensément respecté par son peuple, pour ses victoires militaires et pour son association avec la culture et les systèmes politique et militaire des Mongols. Mais durant la République populaire mongole, il est devenu un symbole encombrant. Gengis Khan et les Mongols étaient des sujets sévèrement réprimés par le gouvernement, qui craignait probablement un regain de ferveur nationaliste. En 1962 par exemple, la construction d'un monument sur son lieu de naissance et une conférence en son honneur provoquèrent des critiques de la part de l'URSS, et le licenciement de Tömör-Ochir, un secrétaire du Comité central du Parti révolutionnaire du peuple mongol.
Quand la démocratie est instaurée en Mongolie, après la révolution démocratique du début des années 1990, le souvenir de Gengis Khan et l'identité nationale mongole connaissent un renouveau. Gengis Khan lui-même devient la figure centrale de cette identité. Il n'est pas rare d'entendre les Mongols appeler la Mongolie « la Mongolie de Gengis Khan », eux-mêmes « les enfants de Gengis Khan » et Gengis Khan « le père des Mongols », surtout les plus jeunes. En effet, au lendemain de cette révolution, la figure de Gengis Khan permet de légitimer un État finalement très jeune. Cette passion pour le Khan a quelque peu comblé le vide brutal qu'a laissé la chute des idéaux communistes, les statues de Lénine ayant été remplacées par celles du Père de la mongolité. 
Contrairement aux pays d'Asie Centrale, où il est perçu comme un conquérant sanguinaire, il est en Mongolie à la fois le père de la nation et le père des coutumes (le mariage, l'écriture), et donc le protecteur et garant de l'identité de la Mongolie. Ainsi, dans un pays ethniquement homogène, Gengis Khan devient aussi l'ancêtre commun du peuple mongol, et donc encore une fois une figure fédératrice. À l'image des fêtes de 2006, pour les 800 ans de l'État gengiskhanide, un véritable engouement a lieu pour celui qui est le représentant de la Mongolie. 
Le khan divinisé n'est cependant pas propriété uniquement des Mongols. Il est aussi revendiqué par les différents peuples türks (Kazakhs, Touvas, Kirghiz), mais aussi par la Chine elle-même, où Gengis Khan est même devenu un héros national avec l'arrivée au pouvoir du Parti communiste, dans le but de justifier la sinisation des Mongols, mais aussi pour des intérêts commerciaux.

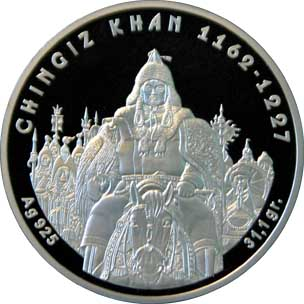
Genghis Khan représenté sur le revers d'une pièce de monnaie kazakhe de 100 Tenge.

Son nom se rencontre un peu partout : produits, rues, immeubles, parcs … Son portrait figure sur des bouteilles de boissons alcoolisées, ainsi que sur les billets de 500, 1 000, 5 000 et 10 000 tögrög. Le principal aéroport du pays, près de la capitale Oulan-Bator, a été rebaptisé aéroport international Gengis Khan. De grandes statues le représentant ont été érigées devant le parlement et près d'Oulan-Bator. Il y a un débat continuel sur l'utilisation excessive de son image et la crainte de la voir banalisée. La Mongolie le voit comme une figure centrale de la fondation de la nation mongole et comme le socle de l'idée de la Mongolie comme pays. Il y a une incompréhension sur la perception de sa brutalité, les Mongols croyant souvent que les documents historiques, écrits pour la plupart par des non-Mongols, sont injustement trop sévères envers Gengis Khan, exagérant sa barbarie et ses massacres et minimisant son rôle positif. Il renforça beaucoup de traditions mongoles et offrit la stabilité et l'unité aux Mongols à une époque très incertaine due à des facteurs internes et externes.
Aujourd'hui, Gengis Khan est largement reconnu comme l'un des leaders mongols les plus grands, les plus légendaires et les plus aimés. On le croit responsable de l'émergence des Mongols en tant qu'identité ethnique et politique, ainsi qu'à l'origine de l'écriture mongole et de la yassa, premier code juridique mongol.

#### En Chine

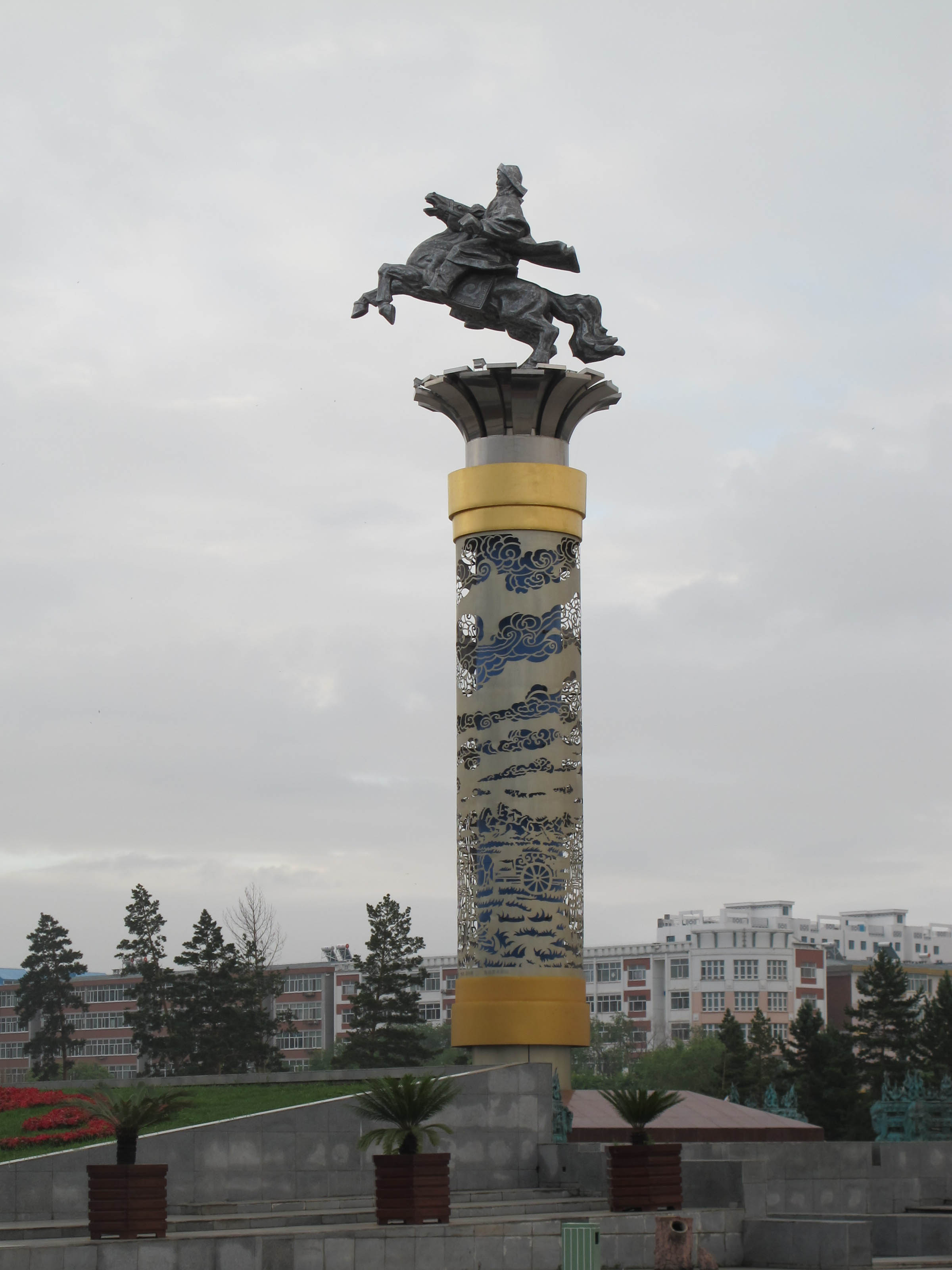
Monument à Hulunbuir.

La république populaire de Chine considère Gengis Khan comme un héros national. Pour justifier ce point de vue, elle affirme qu'il y a plus de Mongols en Chine que partout ailleurs, y compris en Mongolie. On affirme aussi que son petit-fils Kubilai Khan fonda la dynastie Yuan, qui réunifia et régna sur la Chine durant 89 ans, de 1279 à 1368. Quoi qu'il en soit, les Mongols ont laissé des traces profondes et durables, quoique discutables, sur les structures sociales et politiques chinoises.
Selon le sinologue canadien Timothy Brook, l'expression de « grand État » désigne une conception du pouvoir que l'Empire mongol diffuse à partir du XIIIe siècle dans l'ensemble de l'Asie. Au départ traduction du Yeke Ulus des Mongols, on retrouve symptomatiquement des expressions similaires dans d'autres langues asiatiques, et notamment Da Guo en chinois : la dynastie mongole des Yuan est ainsi la première à se désigner comme Da Yuan, le « Grand État Yuan » et les dynasties suivantes ne manquent pas de se faire appeler Da Ming, puis Da Qing. Au cœur du Grand État se trouve l'idée de pouvoir absolu, universel : il a vocation à s'étendre sans limite sur les territoires avoisinants, et son dirigeant à recevoir l'allégeance des puissants du monde entier. C'est cette conception du pouvoir, héritée des Mongols, qui détermine la conquête des actuelles Mongolie-Intérieure et Mongolie extérieure par les Qing, et qui, aujourd'hui encore, détermine les ambitions hégémoniques de la Chine dans le monde, ainsi que son refus de laisser ses minorités nationales s'émanciper du Grand État chinois.

#### Au Japon
Au Japon, une légende populaire de l'époque Edo (1603-1867) voulait que Gengis Khan soit en fait Minamoto no Yoshitsune (1159-1189), qui aurait réussi à s'enfuir lors de la bataille de Koromogawa et à traverser la mer du Japon. Cette histoire est notamment évoquée dans le manga Oh-roh de Kentarō Miura et Buronson.

#### Route de la soie etpaix mongole: l'héritage de Gengis Khan en Occident

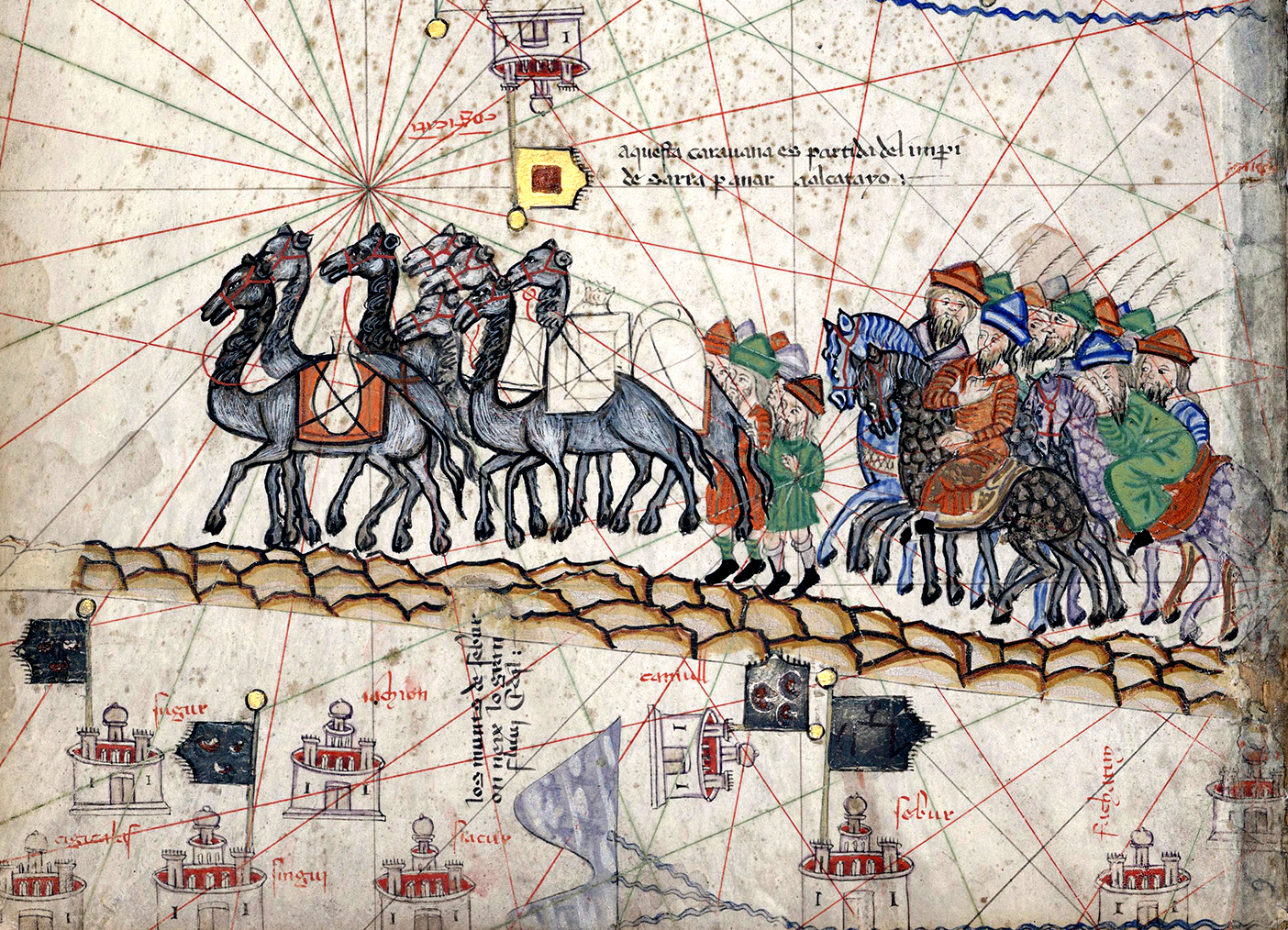
Zoom sur l’Atlas catalan représentant Marco Polo voyageant en direction de l’est à l’époque de la Pax Mongolica.

La route de la soie a perduré durant la totalité du XIIIe siècle, grâce à une politique volontariste de Gengis Khan et des autorités locales. Les marchands sont protégés et les Ortog traversent tout le continent pour récolter des produits exotiques à la cour de Karakorum, principalement de Chine et d'Iran. Ce système de libre-échange pan-asiatique a aussi été favorisé par des services administratifs efficaces et une paix relative au sein de l'Empire. Or si ce commerce s'étend jusqu'à la mer Noire, où sont présents Vénitiens et Génois qui y possèdent des comptoirs, le commerce pour les Européens n'était destiné en réalité qu'à un marché strictement régional, allant tout au plus jusqu'à Tabriz pour les tapis et au Khwarezm pour la soie. En somme une zone très réduite, mais auparavant interdite d'accès par les marchands musulmans qui bloquaient les voies maritimes, et dès lors accessible grâce à la stabilité qui règne dans l'Empire. Le véritable attribut de la route de la soie pour les Européens ne réside donc pas, comme on pourrait l'imaginer, dans les échanges qui n'ont finalement pas été particulièrement foisonnants, mais bien dans l'accès aux voies d'échanges favorisé par la grande Pax Mongolica. Selon l'historien Étienne de la Vaissière, plus qu'un espace d'échange global, l'apport principal de la route de la soie en Europe a été de faire prendre conscience aux Occidentaux de l'existence d'un monde au-delà du monde musulman, l'Asie ayant été depuis le VIe siècle quelque peu oubliée. Pour l'Europe, l'héritage de Gengis Khan a donc été la mise en place d'une géographie primitive du monde, avec la naissance de marchés prometteurs et une certaine idée de la grandeur asiatique. La route de la soie gengiskhanide a ainsi participé davantage à la connaissance d'autrui qu'à un enrichissement relatif des puissances marchandes européennes.

### Notoriété selon diverses publications
L'influence de Gengis Khan est estimée dans plusieurs publications nord-américaines :
- il est classé no 29 dans « Classement des 100 plus influentes personnalités de l'Histoire » ("100, a ranking of the most influential persons in history"), compilée par Michael H. Hart en 1992 ;
- il est élu « Homme du millénaire » par le journal The Washington Post le 31 décembre 1995 ;
- il est élu l'une des « 10 plus grandes légendes culturelles du millénaire » en 1998 par G. Ab Arwel et cinq juges (D. Owain, G. Parry, C. Campbell, S. Evans et B. Parry) ;
- il est aussi l'un des « 50 leaders politiques les plus importants » selon le magazine National Geographic.

## Représentations de Gengis Khan

### Filmographie

#### Cinéma
- Le Conquérant (The Conqueror), film de Dick Powell sorti en 1956.1950 : 
  - Genghis Khan de Manuel Conde.

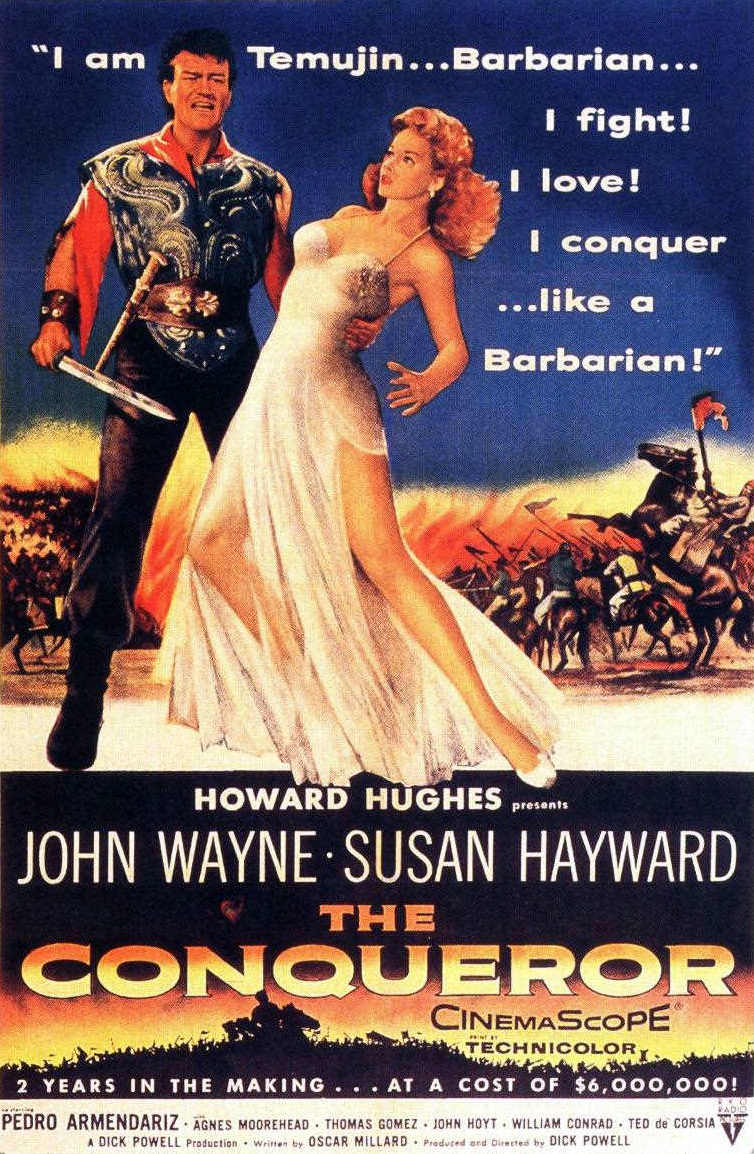
Le Conquérant (The Conqueror), film de Dick Powell sorti en 1956.

  - La Rose noire  d'Henry Hathaway avec Orson Welles.
- 1951 : La Princesse de Samarcande de George Sherman.
- 1952 : Kızıltuğ d'Aydın Arakon (tr) avec Turan Seyfioğlu.
- 1956 : Le Conquérant de Dick Powell avec John Wayne.
- 1964 : 
  - Genghis Khan de Henry Levin avec Omar Sharif.
  - L'Enfer de Gengis Khan de Domenico Paolella, joué par Roldano Lupi.
- 1989 : L'Excellente Aventure de Bill et Ted de Stephen Herek avec Keanu Reeves.
- 1998 : Genghis Khan de Sai Fu et Mai Lisi.
- 2007 : The Blue Wolf: To the Ends of the Earth and Sea de Shin'ichirō Sawai avec Takashi Sorimachi.
- 2008 : Mongol de Sergueï Bodrov avec Tadanobu Asano.
- 2010 : Genghis Khan: La légende d'un conquérant d'Andrei Borissov.
- 2011 : Les Deux Chevaux de Gengis Khan de Byambasuren Davaa.
- 2013 : La dernière bataille de Gengis de Ping Wang.
- 2018 : Genghis Khan de Hasi Chaolu.

#### Documentaire
- 2005 : Gengis Khan produit par Edward Bazalgette, sponsorisé par la BBC et FR2.
- 2011 : Le tombeau secret de Genghis Kahn par Albert Yu-Min Lin, National Geographic
- 2013 : Gengis Khan Cavalier de l'Apocalypse diffusé sur Arte.
- 2016 : 
  - La tombe de Gengis Khan, le secret dévoilé, France 5
  - épisode de la série télévisée Points de repères intitulé Gengis Khan, l'empire des steppes diffusé sur Arte.

#### Série télévisée
- 1955 : Captain Z-Ro épisode Genghis Khan
- 1964 : Mighty Kublai Khan épisode 4 de la saison 1 de Doctor Who
- 1997 : Il était une fois... les Explorateurs, quatrième épisode
- 2020 : Legends of Tomorrow, saison 5 épisode 6, interprété par Terry Chen

### Littérature

#### Bande dessinée
- Il est le héros d'une série de cinq albums, Le Khan, de Simon Rocca et André Houot, aux éditions Soleil Productions.
- Dans La Couronne des Croisés de Don Rosa, Picsou part à la recherche de la couronne occidentale de Gengis Khan.
- Temüdjin, une série par Antoine Ozanam et Carrion, aux éditions Daniel Maghen. Le premier tome est sorti en 2013, le deuxième (Le Voyage Immobile) en 2015.
- Genghis Khan, Denis-Pierre Filippi, Collection Ils ont fait l'histoire, 2014
- Il est mentionné dans le comics Spawn

#### Études, essais et romans
- Le Loup bleu (Le Roman de Gengis-Khan) de Inoue Yasushi, 1960.
- Gengis Khan de Vasily Yan, 1939
- L'épopée de Gengis Khan de Conn Iggulden, 2008-2010.
- Le Loup mongol d'Homéric, 1998 (Prix Médicis)
- Assassin's Creed Last Descendants - Tome 2 La tombe du Khan, écrit par Matthew J. Kirby.
- La Légende du héros chasseur d’aigles (en) (射鵰英雄傳) écrit en 1957 par Jin Yong, auteur chinois de romans de cape et d'épée, retrace une partie de l'histoire de Gengis Khan.
- L’Empire des Steppes, Attila, Gengis-Khan, Tamerlan, René Grousset, Payot, 1965
- Gengis Khan et l'Empire Mongol, Jean-Paul Roux, Découverte Gallimard, 2002
- De Gengis Khan à Qubilai Khan, la grande chevauchée mongole, Dominique Farale, éd. Economica, 2006
- Le Conquérant du Monde, vie de Gengis Khan, René Grousset, Albion Michel, 2008
- El hijo de Gengis Khan, roman d'Ednodio Quintero, Seix Barral, 2013
- Histoire secrète des Mongols, édition Soyombo Presse, 2013
- La Mongolie de Gengis Khan, Tuul Morandi et Bruno Morandi, Éditions Hozhoni, 2023

#### Manga
- Oh-roh (王狼, litt. « Le roi des loups »), écrit par Buronson et illustré par Kentaro Miura, 1989

### Théâtre
- Gengis Khan, pièce de théâtre écrite par Henry Bauchau (Henry-Louis Mermod, 1960 ; Actes Sud-Papiers, 1989)

### Musique

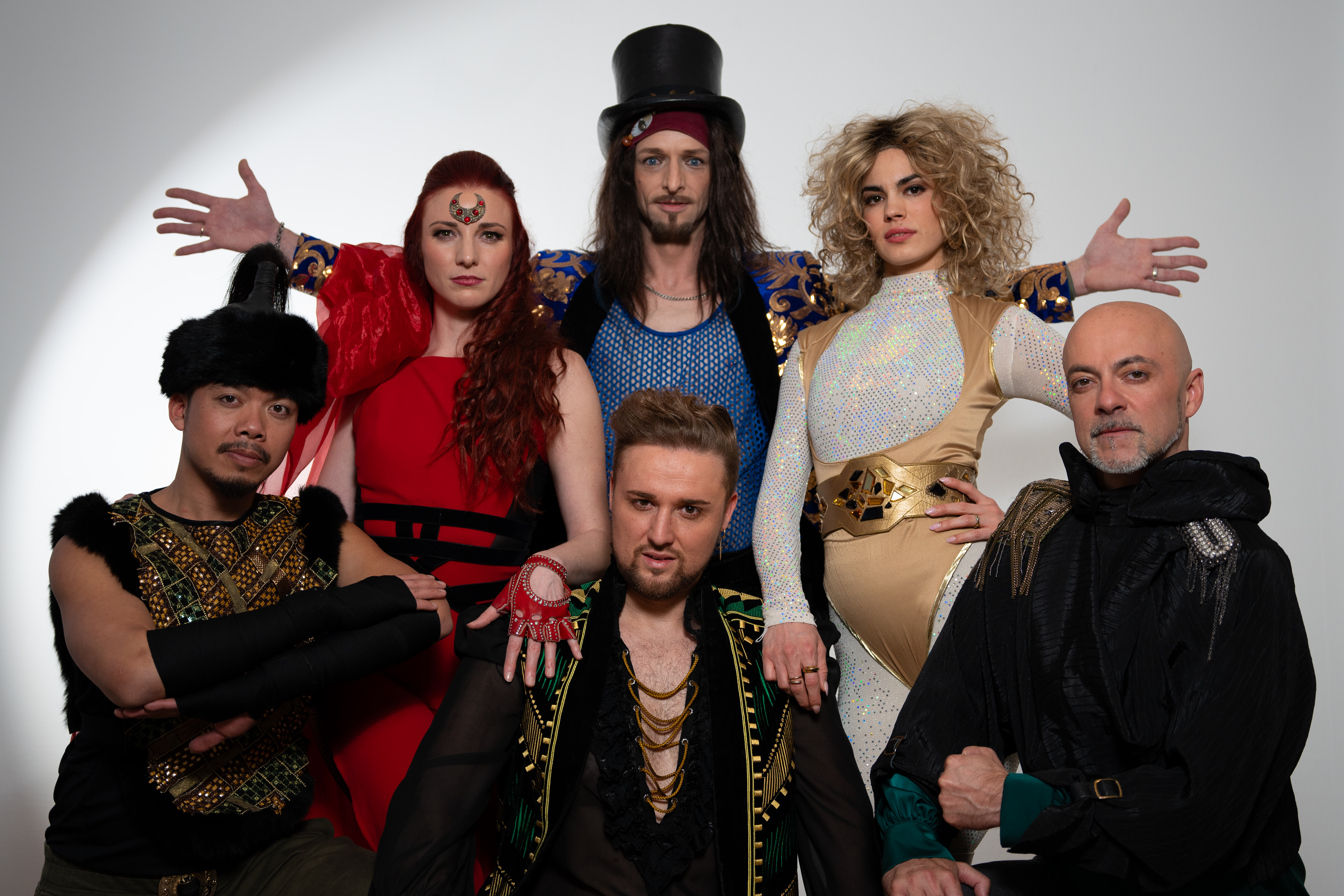
Groupe d'euro disco allemand Dschinghis Khan, notamment connu sur Internet pour le clip de leur titre Moskau.

- Groupe d'euro disco allemand Dschinghis Khan, notamment connu sur Internet pour le clip de leur titre Moskau[a 35].Genghis Khan et son époque sont des éléments inspirants pour le rap mongol.
- Genghis Khan est le nom d'un groupe de disco allemand (en réalité écrit Dschinghis Khan) de la fin des années 1970 et le titre d'une de leurs chansons.
- Genghis Khan, pièce musicale instrumentale du groupe Iron Maiden sur l'album Killers et en face B du single Purgatory sorti en 1981.
- Genghis Khan, chanson du groupe Running Wild sur l'album Gates to Purgatory sorti en 1984.
- Genghis Khan, morceau du groupe Jedi Mind Tricks sur l'album Violent by Design sorti en 2000.
- Genghis Khan est une ouverture pour orchestre d'harmonie du compositeur hollandais Cornelis (Kees) Vlak (en réalité écrit Dschinghis Khan) publié en 2002.
- Genghis Khan, chanson du groupe Cavalera Conspiracy sur l'album Blunt Force Trauma sorti en 2011.
- Genghis Khan, chanson du groupe Miike Snow sortie en 2015.
- Le Khan, chanson du rappeur Médine sortie en 2017.
- The Great Chinggis Khaan, chanson du groupe The Hu sortie en 2019.
- Il est mentionné dans la chanson Rats Return du groupe de rock progressif britannique Porcupine Tree, sortie en 2022, aux côtés d’autres grands chefs d’état autoritaires ou totalitaires de l’histoire, comme Augusto Pinochet, Mao Zedong et Kim Il-sung.

### Jeux vidéo
- Dans Age of Empires II: The Age of Kings, une campagne portant son nom retrace toutes ses grandes conquêtes.
- Dans Age of Empires IV, il apparaît dans une campagne.
- Dans Genghis Khan, un jeu développé par l'entreprise Koei.
- Dans Civilization IV, Civilization V et dans l'extension Rise and Fall de Civilization VI, Gengis Khan est le dirigeant de la Mongolie.
- Dans Rise of Kingdoms, il est utilisé comme commandant.
- Dans Starfield, il est l'un des clônes de personnalités historiques dans une quête annexe où il faut prendre parti pour une des 3 factions.